# 銀座
銀座（ぎんざ）は、東京都中央区の地名で、日本を代表する繁華街である。旧・京橋区の地域にある。現行行政地名は銀座一丁目から銀座八丁目。住居表示実施済区域。
ブランドショップなどが立ち並ぶ高級商業地であり、地域ブランドなどとしても知られている。都心随一の規模を誇る繁華街であり、新宿・渋谷・池袋などとともに東京を代表する商業地である。

## 概要
江戸時代に銀貨の鋳造所である銀座が置かれたことが地名の由来である。詳細は、江戸に移住した堺の銀細工職人が銀貨を作っていた地が、銀座という名称になったということである
。日本有数の繁華街であり、日本橋などとともに旧来からの下町でもある。東京都心を代表する高級商業地として、日本国外においても戦前よりフジヤマ、ゲイシャ、ミキモト、赤坂などとともに知られる。海外のハイブランドの旗艦店や高級クラブ、高級バー、高級時計専門店、百貨店などが多数集積している。東銀座駅前には歌舞伎座が位置している。
「銀座」の名は一種の地域ブランドになっており全国各地の商店街には「○○銀座」と呼ばれる所がそこかしこに見受けられる。ただし近年はユニクロなどのファストファッションやドラッグストアなど大衆的な店舗も増えている。ハイブランドのアパレルだけでなく、マクドナルドやスターバックス、H&M、Apple Storeなどの外資系の日本1号店が銀座に置かれ、長年欧米文化の発信地であった。
北から南にかけて一丁目から八丁目まで続き、中央通りと晴海通りが交差する銀座四丁目交差点付近は銀座の街の中心であり、商業地として日本一地価の高い場所としても知られている。同交差点に位置する銀座和光の時計台は銀座のランドマーク的存在になっている。また西側で有楽町と隣接しており、有楽町駅や日比谷駅などからも徒歩圏内である。地価の高い繁華街である一方で、基本的に銀座の中心部のビルについては56mまでの高さ制限があるため、歌舞伎座タワーなどの一部の例外を除いて超高層ビルはほとんど存在しない。

## 地理

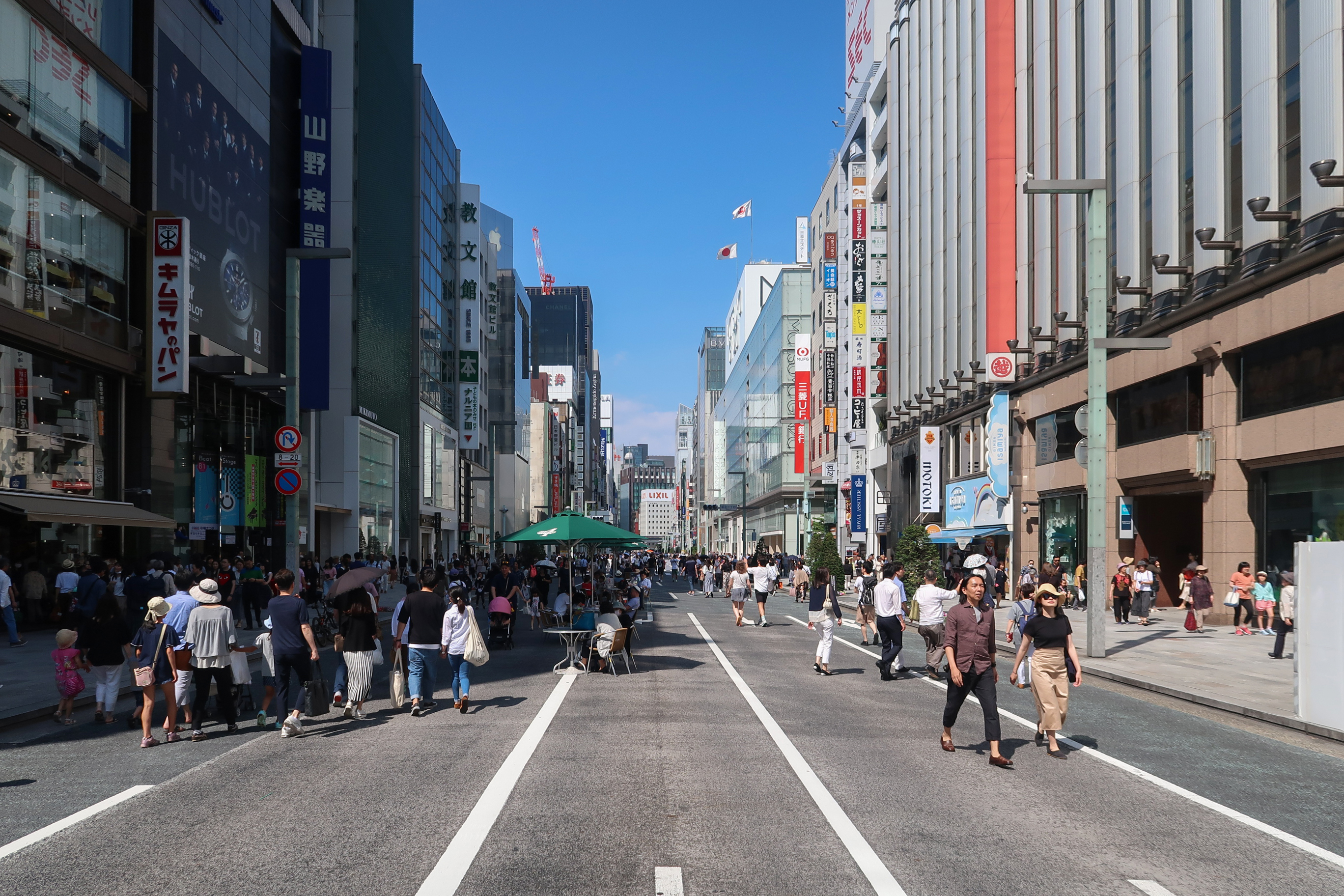
中央通りの歩行者天国

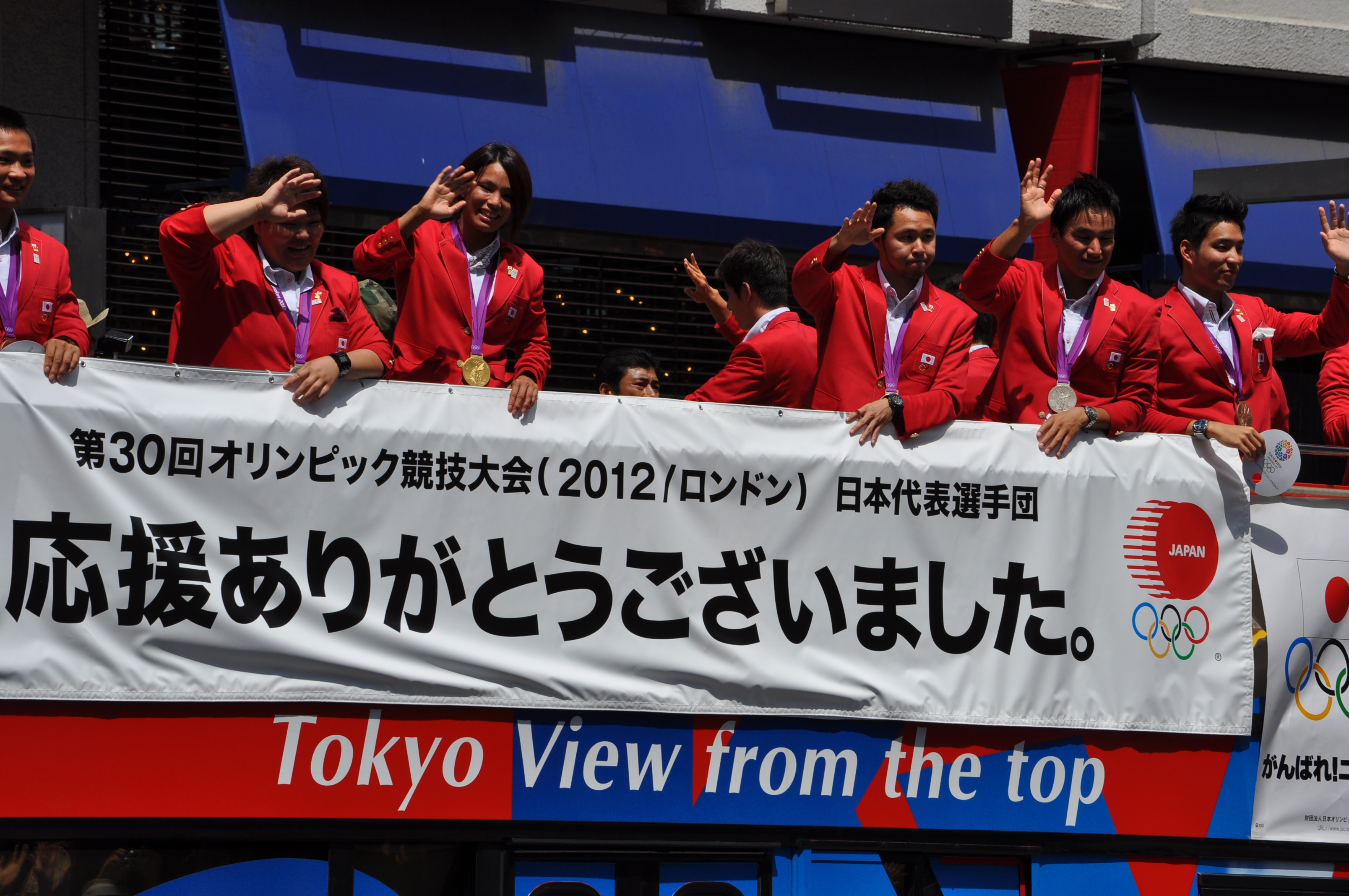
2012年ロンドンオリンピック凱旋パレード（2012年8月19日撮影）

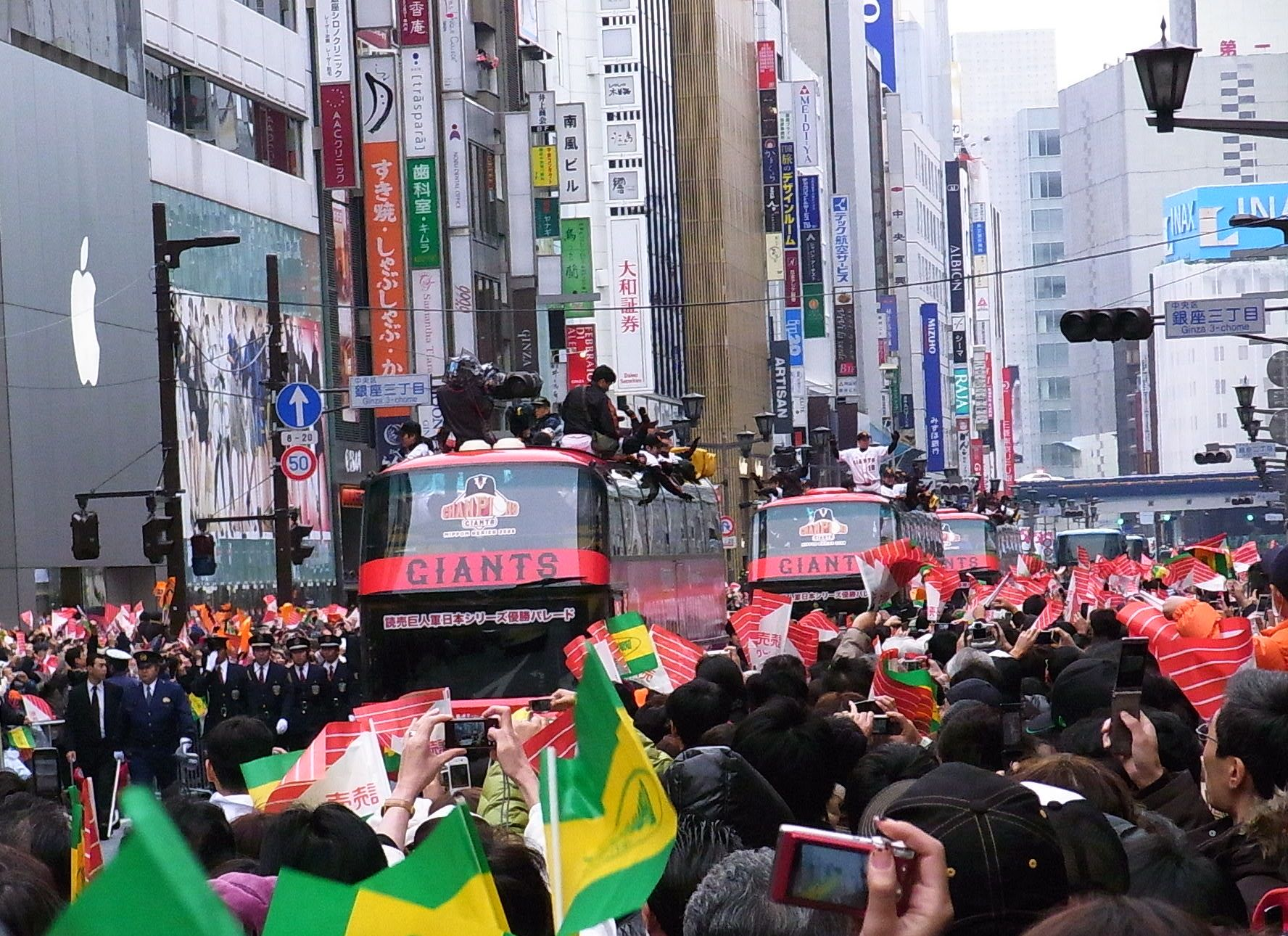
読売巨人軍優勝パレード（2009年11月22日撮影）

東京都中央区の西部に位置し、西を千代田区、南を港区に接する。北側より銀座一丁目から銀座八丁目まで存在する。また、江戸城外堀を埋め立てた東京高速道路の1・2階部分は商店街となっているが、行政区画が未確定な部分もあり、俗に銀座九丁目・銀座西◎丁目地先などと呼ばれる。こうした事情から、銀座は4丁目と5丁目を除き、1番地が存在しない。こうした未整理区域があることを利用し、銀座八丁目と新橋の間には銀座九丁目を示す「銀座ナイン」と呼ばれる商業施設が3棟あり、2号館には「銀座九丁目」というおでん屋が入居している。
街路に関しては、仙台、秋田、会津若松、駿府（静岡）、名古屋、大坂（大阪）、広島など多くの近世城下町の町人地と同じく、直交街路を基本としており、これは近隣の日本橋、京橋地区と同様である。
しかし、大阪の船場や名古屋の錦周辺、あるいは京都の四条室町周辺などと異なり、街区は正方形ではなく細長い短冊形となっている。これは、京都のうち豊臣秀吉による都市改造を受けた地域や、大阪の平野町や天満周辺、松山などと共通する。
また、街路網は北東から南西に向かう中央通り（銀座の部分だけ特に「銀座通り」と呼ばれる）を中軸として設計されており、大阪、京都、名古屋、札幌のように東西南北の方位を基準とした構造を有していないばかりか、銀座における中央通りの軸線は、京橋、日本橋、神田における軸線と異なる方向を向いている。これは、徳川家康による当初の都市計画の際、江戸前島以来の微高地の尾根筋沿いに、地形に沿った主軸線として通町筋（とおりちょうすじ、現在の中央通り）を設定し、そこから両側に向かう道路を設けることにより、効率的な排水の便を図ったものといわれる。
近代になってからの都市計画に基づきさらに整備が加えられている。関東大震災後、後藤新平による震災復興の都市計画における目玉として、中央通りの東側に、新たな北東－南西軸（東京全体の南北軸の一部）として昭和通りが設けられた。また、数寄屋橋から銀座四丁目交差点、歌舞伎座前を経て勝どき橋方面へ至る、北西－南東方向の主要な直交街路として晴海通りが大通りとして整備され、銀座街区の西側には外堀通りが整備された。
このような整備にも関わらず、銀座内部の街路は昔ながらのものであり、通りから通りへと抜ける路地が多く点在し銀座らしい空間を醸し出している。
地域の郵便番号は104-0061で統一されている。

### 区域
南東側を現在の首都高速都心環状線、その他を東京高速道路にぐるりと囲まれた地域である。かつては、東を三十間堀川、西を江戸城外堀、南を汐留川、北を京橋川に囲まれた人工の島であった。
昭和通りの南東に位置する地域は、かつて木挽町と呼ばれる地域だったが、三十間堀川の埋め立てにより銀座と地続きとなったことから銀座東と改名し、1960年代後半に銀座西と共に銀座に統合された。首都高速都心環状線を挟んだ地域も含めて東銀座駅を最寄りとする一帯は、一般的に東銀座と呼ばれている。
一方、数寄屋橋を中心とする地域はかつて銀座西という町名だったが、地下鉄丸ノ内線の西銀座駅（現在の銀座駅）があったことなどから、町名が銀座となった今でも西銀座の名を冠した施設も散在する（例：西銀座デパート・西銀座チャンスセンター・西銀座通り）。

#### 隣接する地区
| - 東 - 新富、築地 - 西 - 内幸町、有楽町、丸の内 | - 南 - 浜離宮庭園、東新橋、新橋 - 北 - 八重洲、京橋、八丁堀 |

### 地価
商業地の地価は、2025年（令和7年）1月1日の公示地価によれば、銀座4-5-6の地点で6050万円/m2となっている。

## 歴史

### 江戸時代
江戸時代以前、現在の丸の内から日比谷にかけては日比谷入江と呼ばれ海になっており、その東には隅田川の運んできた砂によって江戸前島という砂州が形成されていた。その先端が現在の銀座に当たる。
- 江戸前島

江戸前島は銀座付近にあった半島。中央通り付近を尾根筋とし、汐留付近を先端としていた。江戸時代初めの日比谷入江の埋め立てにより、日本橋台地と呼ばれる微高地になっている。
1600年、徳川家康が関ヶ原の戦いに勝利し、1603年に江戸幕府を樹立すると、第一回目の天下普請が行われ、日比谷入江の埋め立てと京橋地区の整備が進められた。1604年には東海道が整備されたが、銀座の都市基盤の整備は1612年の第二回目の天下普請まで待つことになる。整備は、京間10間とした東海道（銀座通り）を中心にグリッド状に設計され、それぞれの街区の中央には会所地が設けられた。町割りは金座御金改役で家康の側近でもあった後藤庄三郎を中心に行われた。
町人地として整備が行われた銀座には、1612年に駿府にあった銀座役所（現在の静岡市葵区両替町一丁目）が移転し、銀貨の鋳造が行われた。当時、通町京橋より南一丁目〜四丁目までを拝領して新両替町と称し銀座人らが住居を構え、新両替町二丁目東側南角に常是役所、この北隣に銀座役所が設けられた。常是役所は現在の第一三共ビル付近、銀座役所は現在のティファニー銀座ビルの位置に相当する。ビルの前には「銀座発祥の地」の石碑がある。1715年には大判座の後藤屋敷が一丁目に移転してきた。これらの場所は現在の銀座一丁目から四丁目に当たる。銀を特権的に扱う銀座は相当な利益があり、銀座役人の不正事件が多発したことから、銀座そのものは1800年に蛎殻町（現在の日本橋人形町一丁目付近）に移転させられるが、呼び名としての銀座は当地の通称としてそのまま残った。
現在の五丁目〜八丁目は、尾張町、竹川町、出雲町と呼ばれていた。現在の銀座七丁目付近には朱座が設けられた。また、徳川家康に親しまれ、幕府の式楽となった能の四座のうち三座も銀座に置かれた。このほかにも、槍や鍋といったものを供給する職人たちが多く居を構えた。
1657年、明暦の大火により江戸は大半を焼失し、銀座も大きな被害を出した。これを機に江戸の大規模な都市改造が試みられ、銀座でも三十間堀川沿いの河岸の増設や、道路の新設による街区再編などが行われた。
江戸時代の銀座は、御用達町人地として発展したものの「職人の町」としての側面が強かった。江戸研究家の三田村鳶魚も、京橋や日本橋よりも街の賑わいは劣っていたと、自著『銀座』内で語っている。

### 明治時代

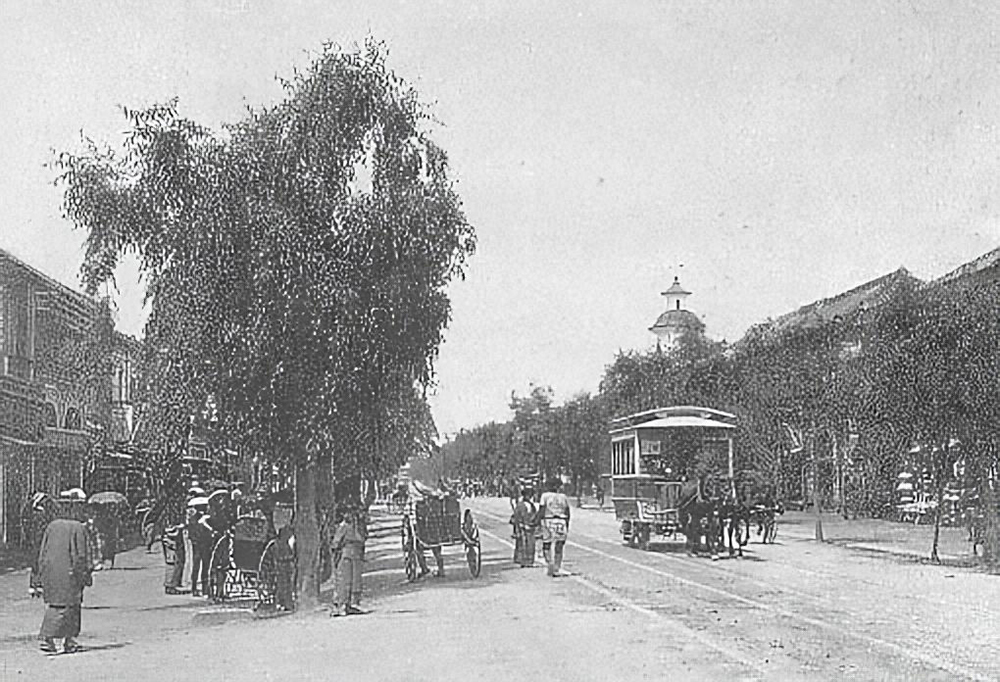
1880年代の銀座

銀座に転機が訪れたのは、明治維新後の1869年と1872年に起こった2度の大火だった。特に、1872年の銀座大火は和田倉門内の兵部省添屋敷から出火し、銀座一円が焼失するという大規模なものであった。そこで、東京府知事・由利公正の主導により、大規模な区画整理と、トーマス・ウォートルス設計によるジョージアン様式の銀座煉瓦街の建設が行われた。この政策は、火事の多かった東京を不燃都市化すること、また同年秋に開業予定だった横浜〜東京間を結ぶ鉄道の終点・新橋駅と、当時の東日本経済の中心地であった日本橋の間に位置する銀座を文明開化の象徴的な街にしたい、との思惑があったとされる。ロンドンのリージェント・ストリートに倣って、街路樹（当初は松・桜・もみじ）やガス燈、アーケードなどが造られた。煉瓦街はまず1873年、銀座通り沿いに完成し、1877年に全街区の建設が完了した。
しかし、その一方で、住民たちは自らの住所に帰ることができなかった。煉瓦街の整理後も煉瓦家屋の払下げ価格が高価なうえに支払い条件が厳しく、多くの住民たちは銀座を後にせざるを得なかった。かわりに、他の地区で成功を収め、煉瓦街に進出してきた商人たちが銀座の表通りで商売を始めた。現在、「銀座の老舗」とされている店の多くは、それ以降に進出してきた店である。
こうして新しく出発した銀座には2つの特色があった。まず、実用品の小売を中心とした町であったこと。そして、京橋区という下町にありながら、顧客は主に山の手（番町、市谷、赤坂、麻布など）に住む華族や財閥といった特権階級（上流階級）や、中流階級、ホワイトカラーの人々だったということである。当時の下町の人々の盛り場は、古くから栄えた浅草・上野だった。一方、明治維新後に東京へ出てきた人々は、同じく明治に入って急速な発展を遂げた銀座に集うようになり、こうした地方出身者と中流階級の増加に伴って、銀座も発展をしていった。

### 大正・昭和戦前

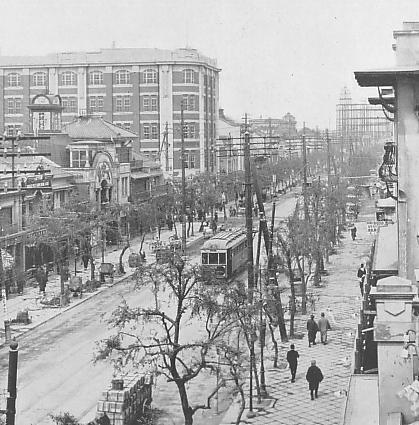
1920年頃の銀座

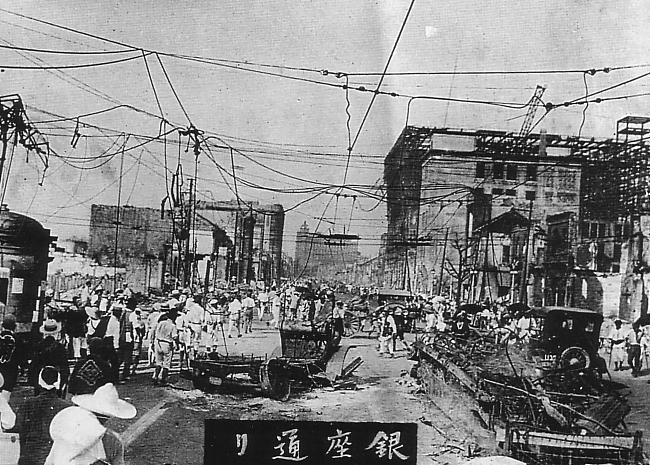
関東大震災直後の銀座通り

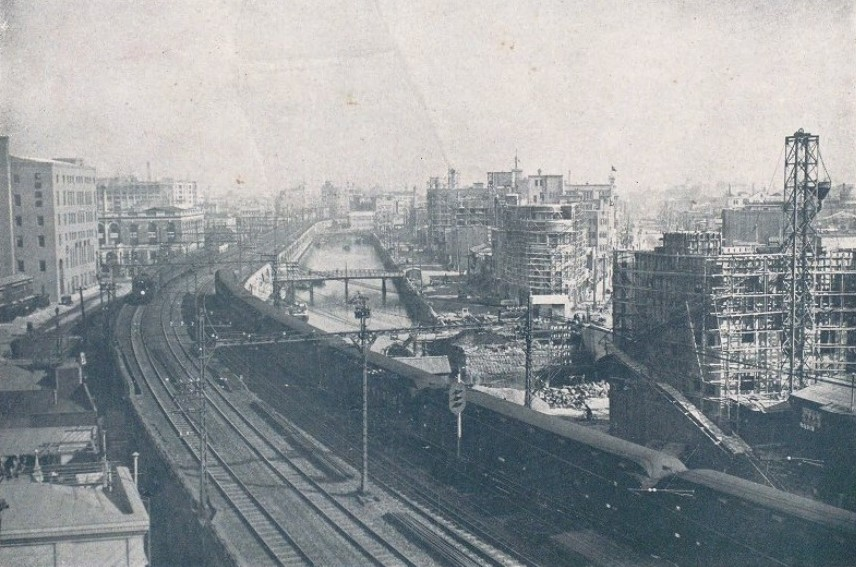
震災復興中の西銀座。新橋駅より

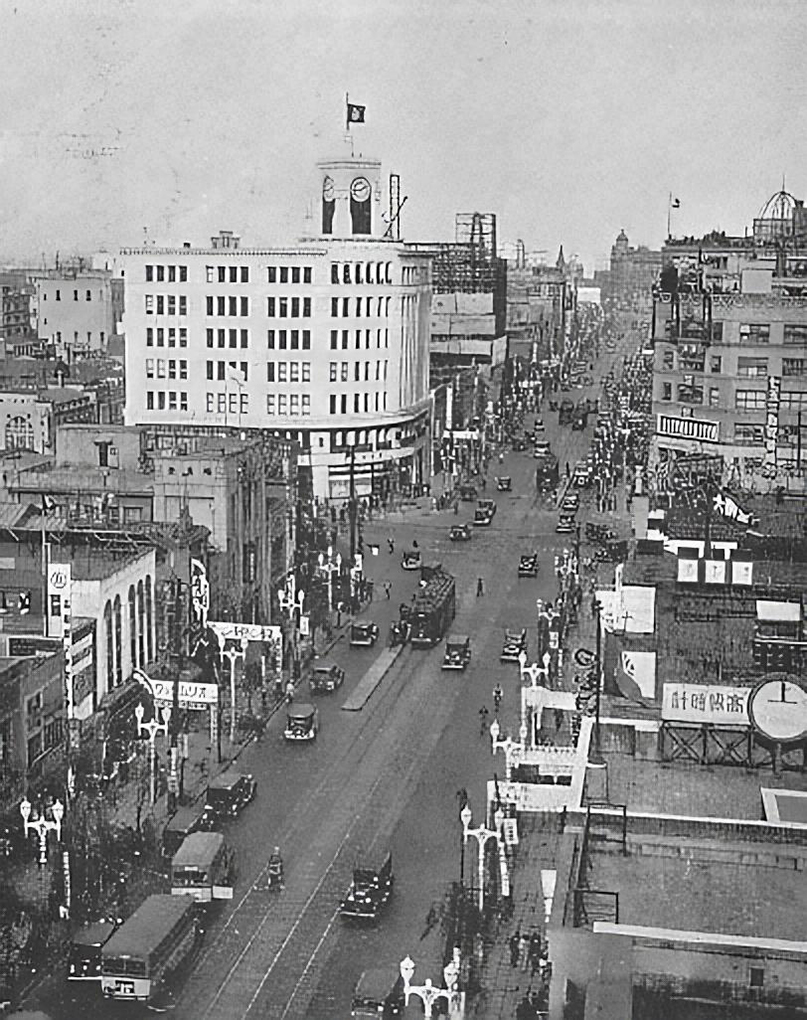
1933年の銀座通り

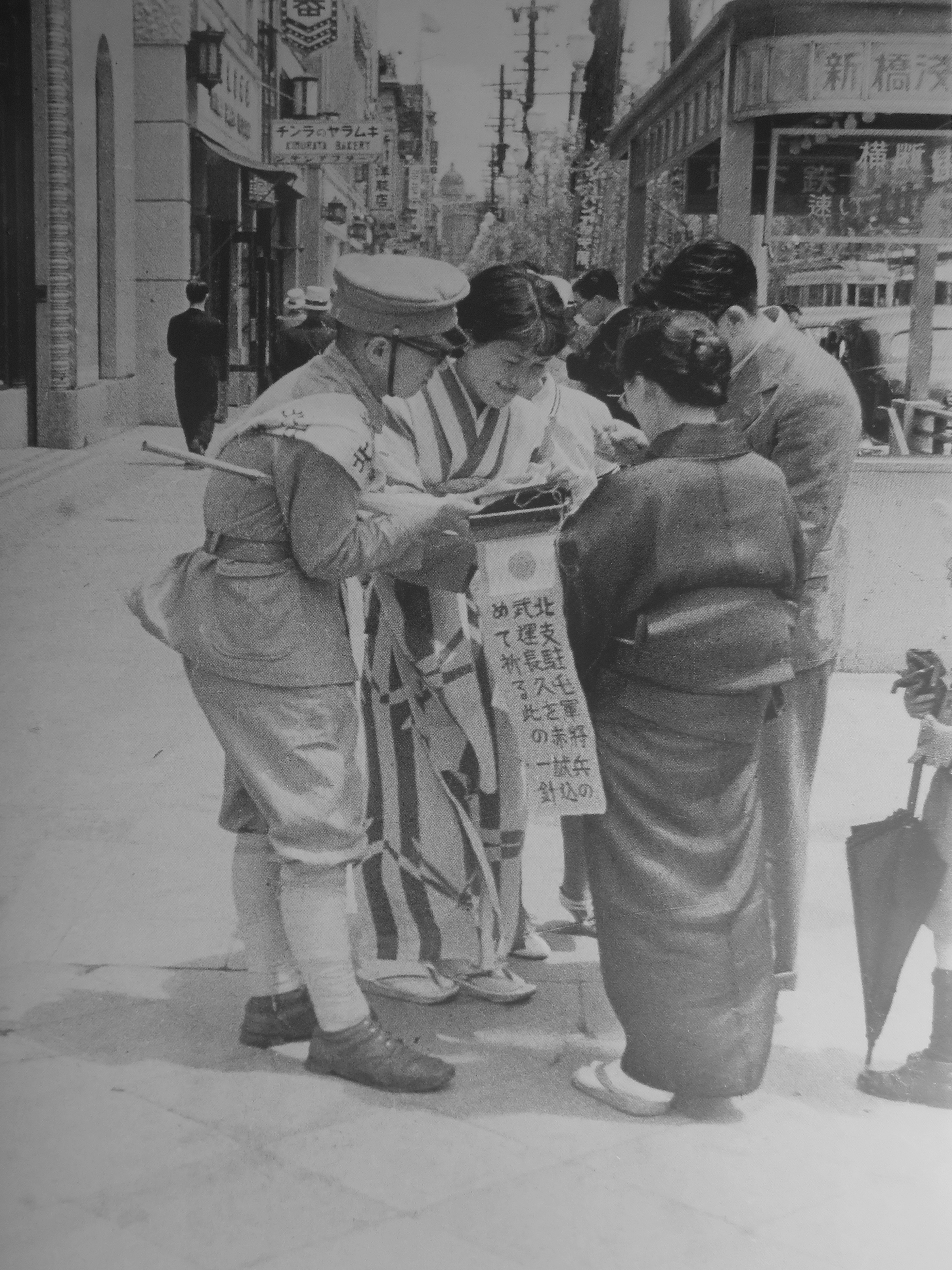
銀座通りで、日中戦争勃発による北支駐屯軍の将兵に宛てた千人針の依頼（撮影：1937年、石川光陽）

1923年9月1日に発生した関東大震災で銀座は町の大半を焼失し、壊滅的な被害を受けた。国の援助を受けて東京市は大規模な帝都復興計画を実施し、都市機能の拡充を行った。銀座でも、煉瓦家屋のほとんどの取り壊し、昭和通りの整備、晴海通りや外堀通りの拡幅が行われたものの、街区の整備に手をつけられることはなく、1872年の区画整理時の町並みが残された。
なお戸越の商店街は震災後の排水処理に困っていたため、銀座から撤去されたレンガを貰い受けて排水処理に利用した。この由来から『戸越銀座』と名乗るようになって、全国初の「○○銀座」となった。その後、銀座の繁栄にあやかって全国各地に「○○銀座」と名付けられた商店街が数多く形成されていくようになった。震災後は、東京駅の開業に伴う丸の内の発展や東京市電の整備などにより、百貨店や劇場、喫茶店（カフェー）などが次々と登場し、震災恐慌や金融恐慌などで日本中が不景気に見舞われる中でも発展を続けていく。昭和初期にはアール・デコの影響を受けたモダンボーイ（モボ）やモダンガール（モガ）と呼ばれる人々が町を闊歩し、散策する「銀ブラ」が全盛を極める。
1926年（大正15年）1月31日、黒色青年連盟の講演会参加者の一部が暴徒化、銀座に移動して店舗を襲撃。資生堂のショーウィンドウ破壊を皮切りに、不二家、山野楽器など二十余件が被害を受けた。
日本が戦争へ介入するに伴って銀座もその影響を受けるようになる。戦局の悪化に伴い1940年に贅沢品の製造販売禁止令（七・七禁令）や電力制限による広告灯・ネオンサインの消滅、1944年（昭和19年）には警視庁によって劇場・料理店・待合芸妓屋・バー・酒屋が閉鎖され、銀座は大打撃を受けた。その一方で、軍隊の行進や、贅沢を諫める運動なども街頭で行われた。第二次世界大戦末期の1945年（昭和20年）1月27日に銀座は初めて空襲を受け多数の死者・重傷者を出した。爆弾は泰明国民学校にも直撃し教員4人が死亡、2人が重軽傷を負った。その後も3月10日、4月28日、5月25日の空襲で銀座は七・八丁目と六丁目の一部を除いて壊滅的な被害を受けることとなる。

### 戦後

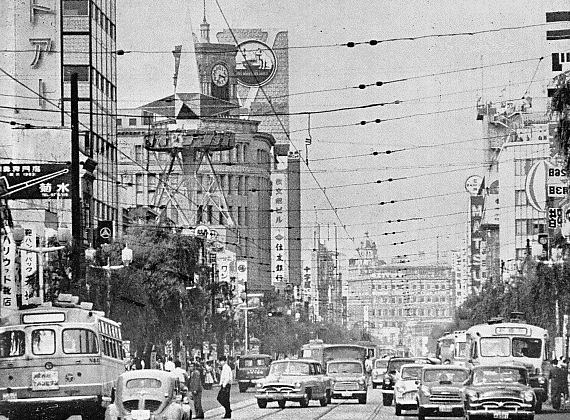
1960年頃の銀座

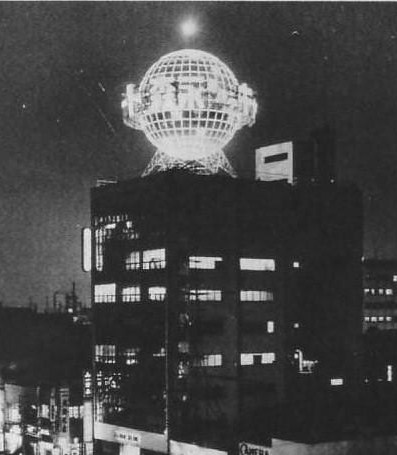
銀座不二越ビルの屋上に設置されていた森永ミルクキャラメルの地球儀型ネオン広告塔（1950年代後期）

第二次世界大戦が終わると、服部時計店、松屋や銀座東芝ビルなど、多くの商業施設が連合国軍のPXとして接収された。その傍らで、銀座の復興も商店主たちの手によって着々と進められ、被災した商店はバラックや露店で営業を再開した。
8丁目の例では表通り230余戸のうち130戸が焼け、40戸が疎開で取り壊された状況にあった。その跡には1945年12月1日から一斉開店する予定で、従来の店舗の間口通りに木造の仮建築がなされた。
華僑・王長徳による一等地買い占めが行われたのもこの時期である。1946年には銀座復興祭が行われ、銀座の復興は軌道に乗り出した。1951年にGHQの命令により露店は廃止になったが、その頃から接収解除になる建物が増え、銀座は賑わいを取り戻していった。
銀座は明治維新以来の事情から伝統的に不燃建物が多く、戦災を免れた建物も比較的多かったが、復興の過程では戦災を免れた建物もかなり多くのものが取り壊され、建物の（当時としては）高層化が進み、中央通り沿いの景観は、建築基準法（当時）の百尺規制（約31m、1尺≒303mm）で建物の高さが揃うまでになっていった。また、1964年の東京オリンピック開催に合わせて東京の都市インフラ整備も急速に進められ、1949年の三十間堀川の埋め立てを皮切りに、銀座を取り囲んでいた掘割の埋め立てが行われ、銀座西端の旧外堀、南端の汐留川、北端の京橋川を埋め立て、1964年に東京高速道路が完成するなど、掘割は道路へと変貌を遂げていった。
道路の改良は続いたが、交通量はそれ以上に拡大した。1972年2月からは、コインパーキングメーターが稼働開始。駐車場を確保する苦労は緩和される一方、違反車の撤去は強化された。
1960年代、学生運動が盛んになると銀座においてもデモ活動も行われるようになった。
1969年11月13日には銀座四丁目交差点で学生らと機動隊が衝突。投石や火炎瓶が飛ぶ暴動状態となった。さらに学生らは地下の銀座駅へと逃げる途中にも火炎瓶を投擲、炎上させ、通行人や乗客に負傷者が出た。
そんな銀座であったが、銀座には暗い影が忍び寄りつつあった。上述のように、明治維新以来、銀座の主要な顧客であり銀座の個性的文化を創ってきたのは、地方から上京して山手地区に住むホワイトカラー層であったが、関東大震災以降、山手の住宅街は、東京急行電鉄や小田急電鉄、西武鉄道等の沿線住宅開発により、武蔵野台地を急速に西へ西へと広がっていた。これら電鉄会社は、大阪の阪急電鉄に倣ってそれぞれの都心側ターミナル駅の繁華街建設を進めており、渋谷、新宿、池袋に代表される副都心の鉄道ターミナル繁華街が勃興しつつあったのである。山手線よりはるかに西に住むようになったホワイトカラー層の主力にとって、銀座は遠い繁華街になりつつあった。1964年のみゆき族、1971年のマクドナルド1号店の開店、1970年の歩行者天国の開始などを最後に、東京の繁華街の文化的中心としての銀座は、山手在住の若者文化の中心としての地位を渋谷（「シブヤ系」も参照）や原宿に、庶民的な要素も含めた総合的な筆頭繁華街としての地位は、新宿に奪われることになっていく。1980年代後半には、バブル景気に伴う地価高騰の象徴として、銀座の天文学的地価が連日報道され、高級クラブに代表される夜の街としてのステータスは盤石ながらも、総合的な繁華街としては首都圏における鉄道沿線文化の色分けに組み込まれていき、銀座は、東京東部の一繁華街に落ち着きつつあった。
1990年代後半になると、東京郊外の西への拡張が一段落し、都心再開発のブームが起きて、都心としての銀座が再び脚光を浴びるようになる。銀座の各所で再開発が促され、ヨーロッパの高級ブランド各社も銀座の持つブランド性に再び着目するようになった結果、海外の高級ブランド店が、中央通りや晴海通りなどに表通りに軒を連ねるようになった。他方、都心再開発は、遠く遠ざかっていた東京西部郊外の住民を、一定程度銀座にも呼び戻すことになった。彼らによって、総合的繁華街としての副都心の雰囲気が銀座にも持ち込まれるようになり、長期不況に伴う小売業態の変化も手伝って、ドラッグストアや飲食店のチェーン店なども開業するようになった。その結果、戦前や高度経済成長期のような「独特な高級繁華街」としての雰囲気は、随分薄くなっているといえる。

### 21世紀
2010年代になると、中国人観光客によるいわゆる爆買いに代表される外国人観光客(インバウンド)が目立つようになった。それに合わせ外国人向け免税店や既存の店舗の中に外国人向け免税コーナーや免税手続き所を設ける店舗が多くなった。
2019年10月1日、銀座六丁目から八丁目が暴力団排除特別強化地域に指定される。地域内では暴力団と飲食店等との間で、みかじめ料のやりとりや便宜供与などが禁止され、違反者は支払った側であっても懲役1年以下または罰金50万円以下の罰則が科されるようになった。
2020年代になると、新型コロナウイルスの流行による外国人観光客の喪失により交通量は激減。空きが目立つ店舗も現れた。

### 地名の由来
江戸時代に設立された銀貨幣の鋳造所（銀座）にある。駿府（静岡市）に置かれていた幕府の銀座が、1612年（慶長17年）に江戸に移されて以来、これが地名として定着した。

### 沿革

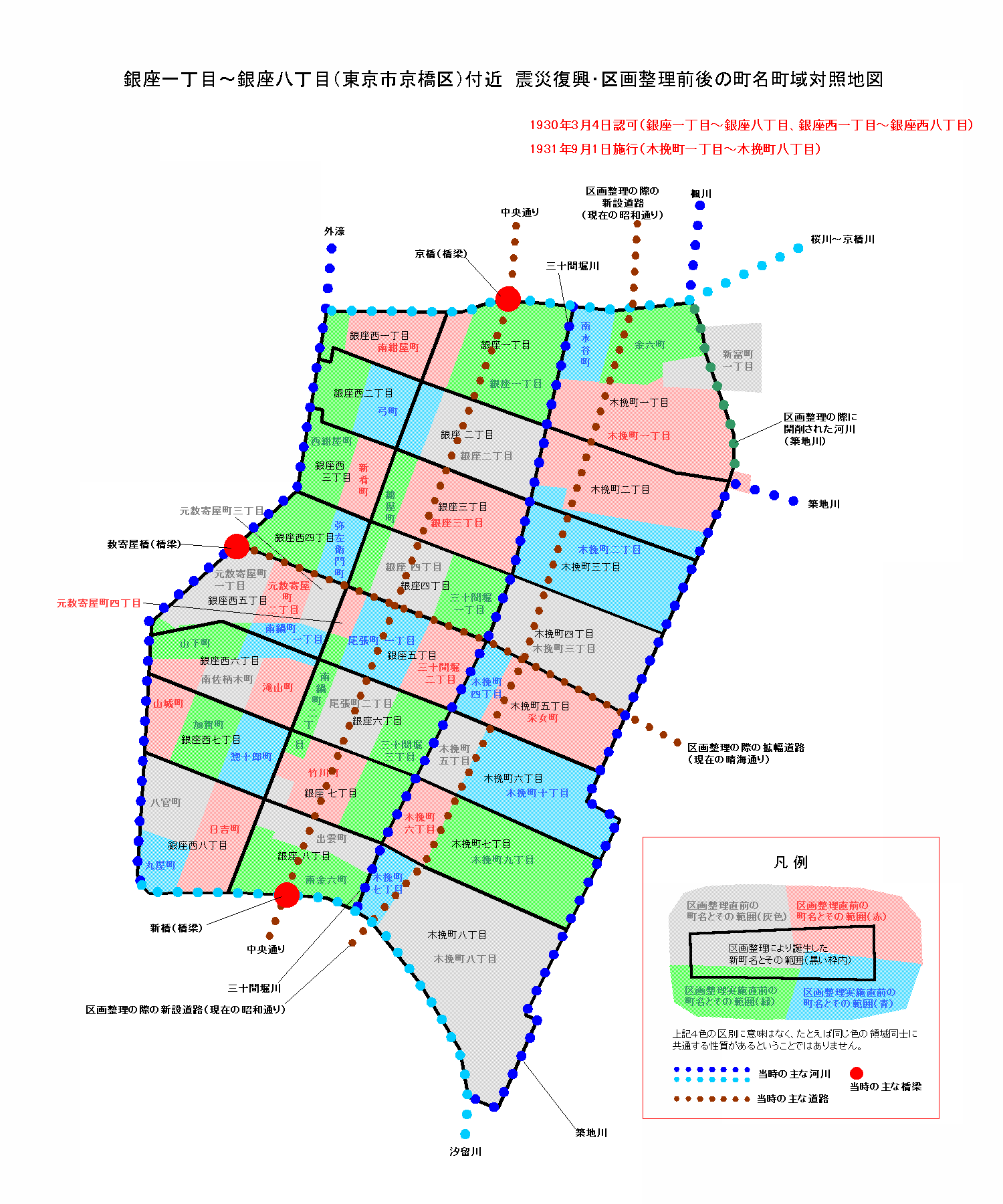
区画整理実施前後の町名町域対照地図（1930年3月）

- 1869年6月9日（明治2年4月29日）
江戸町名改正により新両替町等を合わせて銀座一町目から銀座四町目が起立[32]。
- 1869年6または7月（明治2年5月）
三十間堀西側等を合わせる[33]。
当時の銀座一丁目から銀座三丁目は、東西南北をそれぞれ現在の三原通り、観世通り、松屋通り、桜通り（東京高速道路）に囲まれた四角形、銀座四丁目は、東西南北をそれぞれ現在のあづま通り、観世通り、晴海通り、松屋通りに囲まれた四角形に当たる。
- 1930年（昭和5年）3月4日
区画整理により現在の晴海通り北側の4町域を銀座一丁目から銀座四丁目に編入。また、現在の晴海通り南側の9町域を統合して銀座五丁目から銀座八丁目とし、同時にこれら「銀座」地区と外堀に挟まれた18町域を統合して銀座西一丁目から銀座西八丁目とした。
この時点での銀座一丁目から銀座四丁目は、東西南北をそれぞれ現在の三原通り、西五番街、晴海通り、桜通りに囲まれた四角形に当たる。また、当時の銀座五丁目から銀座八丁目は、東西南北をそれぞれ現在の三原通り、西五番街、御門通り、晴海通りに囲まれた四角形に当たる。「銀座西」は「銀座」と西側にある外堀に囲まれた地域。
- 1951年（昭和26年）8月1日
三十間堀川の埋め立てにより木挽町と陸続きになることから、この木挽町一丁目を銀座東一丁目（銀座東二丁目から銀座東八丁目も同様）と改名した（埋め立ては1952年7月に完了した）。
- 1968年（昭和43年）10月1日
住居表示実施により、銀座西一丁目と銀座一丁目を統合し、これを改めて銀座一丁目（銀座二丁目から銀座八丁目も同様）として[34]銀座西が消滅（ただし東京高速道路下にある店舗などは未だに何区に帰属するか確定していないため、暫定的に「中央区銀座西◎丁目地先」と名乗っている）。
- 1969年（昭和44年）4月1日
住居表示実施済みの銀座一丁目に未実施の銀座東一丁目を編入し、これを改めて銀座一丁目（銀座二丁目から銀座八丁目も同様）として[35]銀座東が消滅。

### 町名の変遷
| 実施後     | 実施年月日   | 実施前（いずれも拾弐番組） |
| ---------- | ------------ | -------------------------- |
| 銀座壹町目 | 1869年6月9日 | 與作屋敷、新兩替町壹町目   |
| 銀座貳町目 | 1869年6月9日 | 新兩替町貳町目             |
| 銀座三町目 | 1869年6月9日 | 新兩替町三町目             |
| 銀座四町目 | 1869年6月9日 | 新兩替町四町目             |

| 実施後     | 実施年月日       | 実施前                     |
| ---------- | ---------------- | -------------------------- |
| 銀座壹町目 | 1869年6または7月 | 銀座壹町目、三拾間堀壹町目 |
| 銀座貳町目 | 1869年6または7月 | 銀座貳町目、三拾間堀貳町目 |
| 銀座三町目 | 1869年6または7月 | 銀座三町目、三拾間堀三町目 |

| 実施後     | 実施年月日    | 実施前（特記なければ各町名ともその全域）     |
| ---------- | ------------- | -------------------------------------------- |
| 銀座一丁目 | 1968年10月1日 | 銀座西一丁目、銀座一丁目                     |
| 銀座一丁目 | 1969年4月1日  | 銀座一丁目、銀座東一丁目                     |
| 銀座二丁目 | 1968年10月1日 | 銀座西二丁目、銀座二丁目                     |
| 銀座二丁目 | 1969年4月1日  | 銀座二丁目、銀座東二丁目                     |
| 銀座三丁目 | 1968年10月1日 | 銀座三丁目、銀座西三丁目の一部               |
| 銀座三丁目 | 1969年4月1日  | 銀座三丁目、銀座東三丁目                     |
| 銀座四丁目 | 1968年10月1日 | 銀座西四丁目、銀座四丁目、銀座西三丁目の一部 |
| 銀座四丁目 | 1969年4月1日  | 銀座四丁目、銀座東四丁目                     |
| 銀座五丁目 | 1968年10月1日 | 銀座西五丁目、銀座五丁目                     |
| 銀座五丁目 | 1969年4月1日  | 銀座五丁目、銀座東五丁目                     |
| 銀座六丁目 | 1968年10月1日 | 銀座西六丁目、銀座六丁目                     |
| 銀座六丁目 | 1969年4月1日  | 銀座六丁目、銀座東六丁目                     |
| 銀座七丁目 | 1968年10月1日 | 銀座西七丁目、銀座七丁目                     |
| 銀座七丁目 | 1969年4月1日  | 銀座七丁目、銀座東七丁目                     |
| 銀座八丁目 | 1968年10月1日 | 銀座西八丁目、銀座八丁目                     |
| 銀座八丁目 | 1969年4月1日  | 銀座八丁目、銀座東八丁目                     |

## 地域

### 世帯数と人口
2023年（令和5年）1月1日現在（中央区発表）の世帯数と人口は以下の通りである。
| 丁目       | 世帯数    | 人口    |
| ---------- | --------- | ------- |
| 銀座一丁目 | 953世帯   | 1,455人 |
| 銀座二丁目 | 448世帯   | 647人   |
| 銀座三丁目 | 225世帯   | 307人   |
| 銀座四丁目 | 135世帯   | 193人   |
| 銀座五丁目 | 19世帯    | 27人    |
| 銀座六丁目 | 31世帯    | 46人    |
| 銀座七丁目 | 175世帯   | 232人   |
| 銀座八丁目 | 470世帯   | 599人   |
| 計         | 2,456世帯 | 3,506人 |

1908年には27,689人が暮らしていたが、関東大震災や戦争を機に郊外流出が進み、1955年に15,582人にまで減少した。さらに高度経済成長期には人口減少に拍車がかかり、1970年の人口は6,257人、1998年は2,963人にまで減少したが、それ以降は都心回帰に伴う投資マンションの建設ラッシュによって多少は増加に転じているもののそれらマンションの実態は事務所使用が著しく多い。

#### 人口の変遷
国勢調査による人口の推移。
| 年                 | 人口  |
| ------------------ | ----- |
| 1995年（平成7年）  | 1,605 |
| 2000年（平成12年） | 1,905 |
| 2005年（平成17年） | 3,000 |
| 2010年（平成22年） | 3,640 |
| 2015年（平成27年） | 3,332 |
| 2020年（令和2年）  | 3,358 |

### 世帯数の変遷
国勢調査による世帯数の推移。
| 年                 | 世帯数 |
| ------------------ | ------ |
| 1995年（平成7年）  | 780    |
| 2000年（平成12年） | 943    |
| 2005年（平成17年） | 1,960  |
| 2010年（平成22年） | 2,287  |
| 2015年（平成27年） | 2,215  |
| 2020年（令和2年）  | 2,334  |

### 学区
区立小・中学校に通う場合、学区は以下の通りとなる（2025年4月現在）。
| 丁目       | 番地               | 小学校                 | 中学校             |
| ---------- | ------------------ | ---------------------- | ------------------ |
| 銀座一丁目 | 2〜10番 11番1〜2号 | 中央区立泰明小学校     | 中央区立銀座中学校 |
| 銀座一丁目 | 11番3号 12～28番   | 中央区立京橋築地小学校 | 中央区立銀座中学校 |
| 銀座二丁目 | 10〜16番           | 中央区立京橋築地小学校 | 中央区立銀座中学校 |
| 銀座二丁目 | 2〜9番             | 中央区立泰明小学校     | 中央区立銀座中学校 |
| 銀座三丁目 | 2〜8番             | 中央区立泰明小学校     | 中央区立銀座中学校 |
| 銀座三丁目 | 9〜15番            | 中央区立京橋築地小学校 | 中央区立銀座中学校 |
| 銀座四丁目 | 9〜14番            | 中央区立京橋築地小学校 | 中央区立銀座中学校 |
| 銀座四丁目 | 1〜8番             | 中央区立泰明小学校     | 中央区立銀座中学校 |
| 銀座五丁目 | 全域               | 中央区立泰明小学校     | 中央区立銀座中学校 |
| 銀座六丁目 | 全域               | 中央区立泰明小学校     | 中央区立銀座中学校 |
| 銀座七丁目 | 全域               | 中央区立泰明小学校     | 中央区立銀座中学校 |
| 銀座八丁目 | 全域               | 中央区立泰明小学校     | 中央区立銀座中学校 |

### 景観

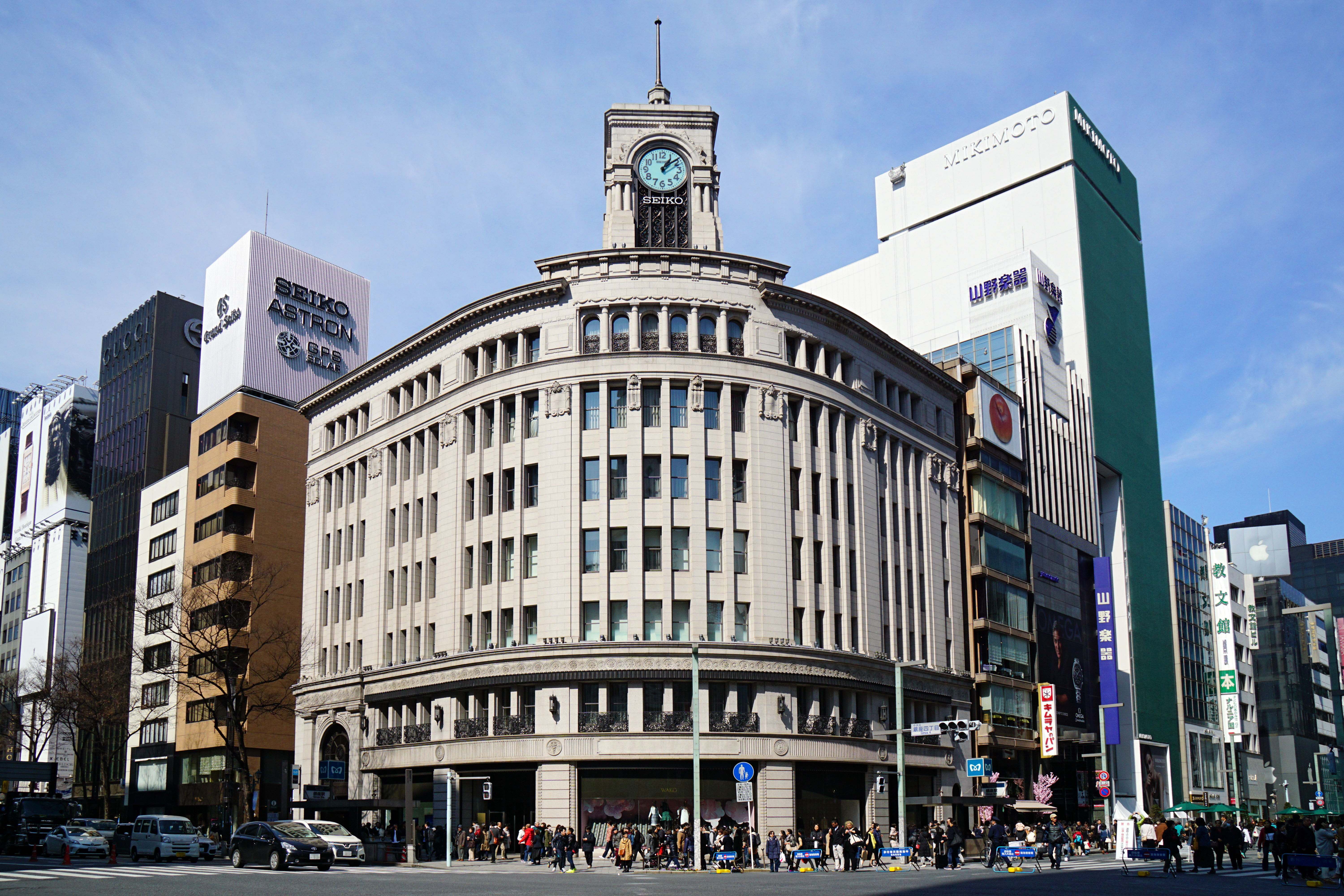
和光本館

銀座の建物は戦後復興の1960年代までに建設されたものが多く、当時の建築基準法により高さ31mに制限され、統一された景観を形成してきた。しかし、老朽化した建物の建て替えに際して、多くの建物が容積率制度の導入される1964年以前に建設されたものであることから、建て替え前よりも小さい規模での建設を余儀なくされることや、建物の高層化により統一した景観が阻害されることを懸念した地元と中央区が協議し、1998年に地区計画「銀座ルール」が制定された。ルールでは、道路幅に応じて高さ13〜56mにまで制限し、容積率も基準を800%、最大でも1100%とし、開発に大幅な制限をした。
しかし、2002年に都市再生特別措置法の「緊急整備地域」に指定されたために、容積率が大幅に緩和され、銀座においても再開発による建物の高層化の機運が高まることとなった。これとは別に、2005年に都市計画法の特定街区制度を活用して銀座八丁目に121mの銀座三井ビルディングが建設された。この流れを受けて、2004年に地元企業は資生堂名誉会長の福原義春を代表とする「銀座街づくり会議」を発足させた。
その中で、 松坂屋が森ビルと共同で松坂屋銀座店と隣の街区を合わせて大規模な再開発をする計画が浮上。また、ほぼ同時期に歌舞伎座でも建て直しに伴う一部高層化の計画が発覚し、再び「銀座ルール」の見直しがされることとなった。2006年に施行された新ルールでは、昭和通りより西の銀座中心部では一切の例外を禁止して建物の高さを56mに抑え、今まで規定のなかった屋上広告についても最大で10mまでとした。
一方で、昭和通りより東では、区長が「文化等の維持・継承に寄与する大規模開発」と判断した場合に限って56mを超える建物の建設が許可されることになり、歌舞伎座の再開発は認められた。また建物の建設に際して建築確認の前に「銀座街づくり会議」が選出した学者や地元商店主らによって構成された「銀座デザイン協議会」と建物のデザインや用途などについて協議することを求めている。

### 象徴

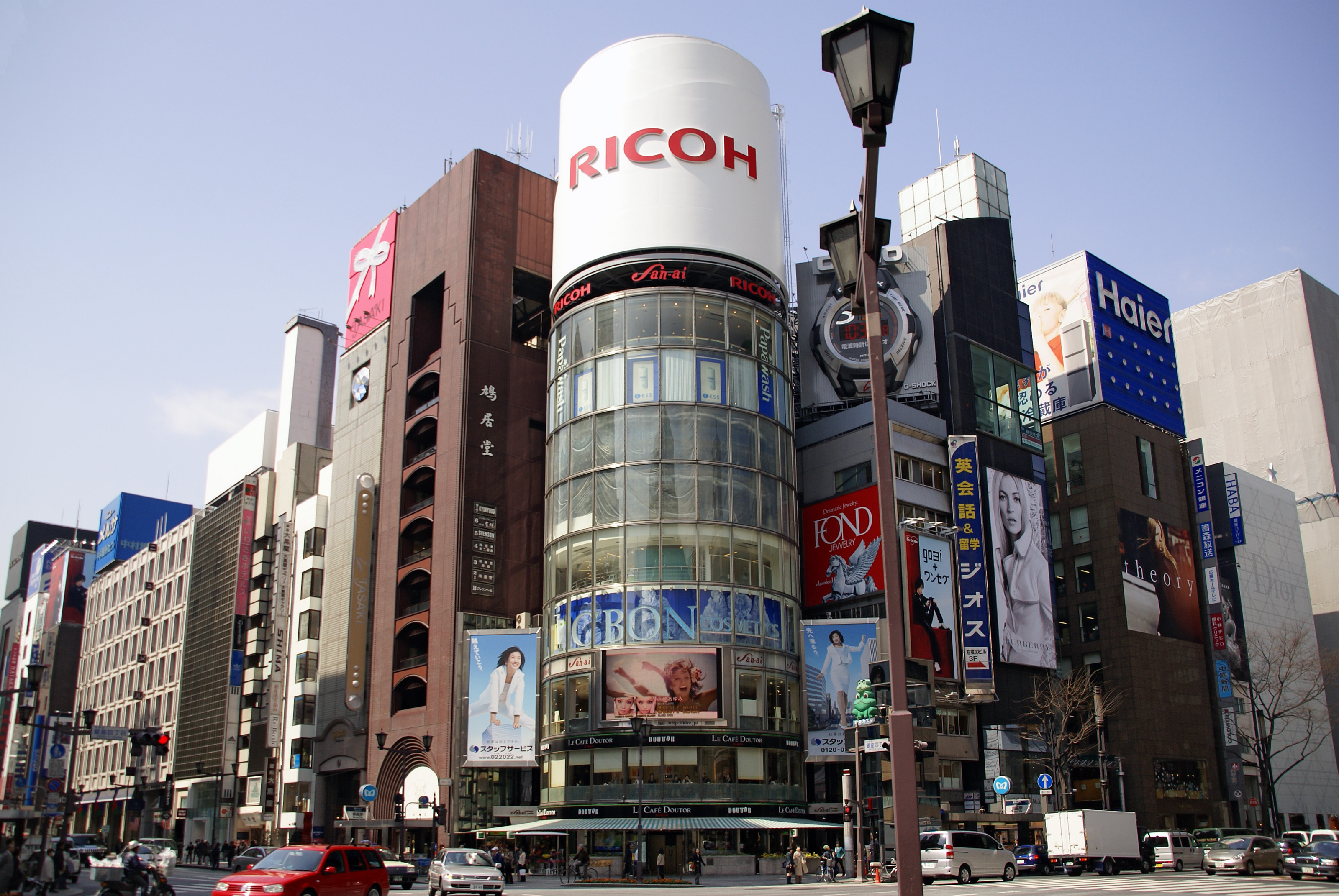
三愛ドリームセンター

銀座のシンボルとされているのが柳である。また、銀座四丁目交差点に建つ和光本館の時計台と三愛ドリームセンターは完成時より銀座のランドマーク的存在である。

#### 銀座の柳
銀座発祥の地、堺から移住してきた銀細工職人が故郷を懐かしんで移植したのが起源とされる。現在では、「中央区の木」にも指定されている。1874年に日本初の街路樹として、桜・松・楓が銀座通りに植樹されたが、埋立地である銀座の土地が水分の多いことから根腐れを起こしてしまい、1877年に湿地に生育する柳に植え替えられた。1921年には車道の拡幅に伴い銀杏へと植え替えられ、残された木も1923年の関東大震災で壊滅したものの、銀座の柳に対する思いは強く、1929年に発表された西條八十作詞の『東京行進曲』でも銀座の柳を懐かしむ歌詞が登場する。1932年に震災復興事業として、銀座通りに長野県安曇野産の柳が朝日新聞社の寄贈によって復活し、同年4月には第1回柳まつりが開催された。その後も、『東京ラプソディ』や『東京音頭』で歌われるなど、柳は銀座のシンボルとして定着していった。
しかし、1968年に銀座通りの共同溝工事のために柳は伐採され、東京都日野市の建設省街路樹苗圃に移植された。その柳もどんどん枯れていき、1984年には3本しか残っていなかった。それを知った地元商店主が柳の枝を譲り受けて挿し木を行い、自宅の庭などで育てたものを銀座をはじめ、全国各地に植樹を行った。銀座に柳を復活させる運動は続いており、現在では外堀通りや銀座柳通り、御門通りに柳が植えられている。また、外堀通りでは2006年から毎年5月5日に「銀座柳まつり」が開催されている。

## 経済
東京都心部に位置する銀座は、明治時代より商業の中心地として日本でも有数の繁華街を形成している。
商業地域は銀座通り（中央通り）沿いの地域を軸とした銀座の西部、特に晴海通りと交わる銀座四丁目交差点の周辺を中心としている。また、七丁目や八丁目周辺は高級クラブや飲食店などが立ち並んでいる。
一方で、東銀座地域は企業の社屋などが立ち並ぶオフィス街となっており、新橋演舞場のある六丁目から八丁目にかけては新橋の花街が形成されている。

### 商業

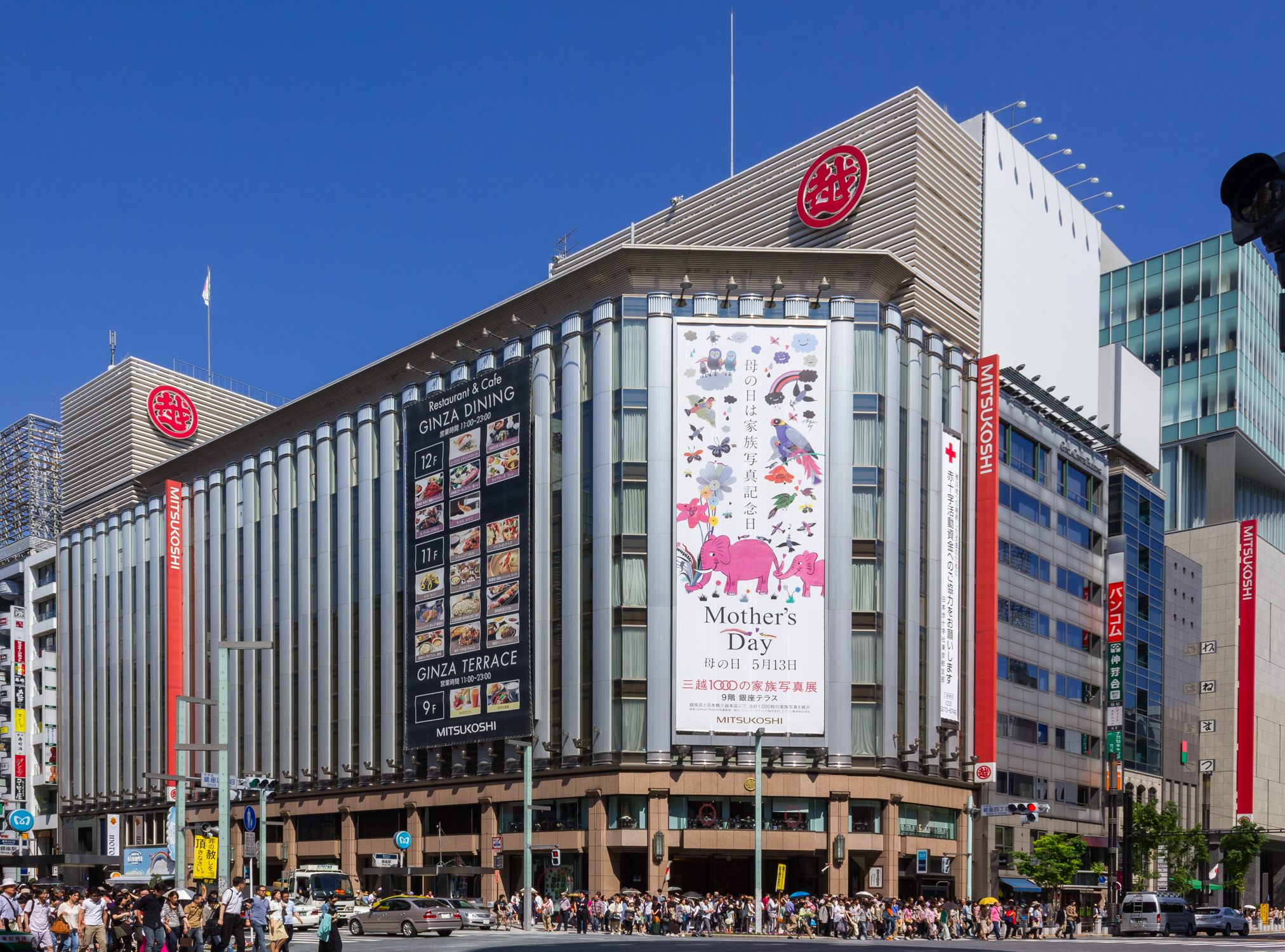
銀座三越

銀座は、東京の中心的な商業地の一つであり、隣接する有楽町エリアを合わせた2002年の年間商品販売額は4088億2100万円で、東京都内では新宿駅東口地域に次ぐ規模である。
明治時代に舶来品などが並んだ銀座は高級商店街として発展してきた。昭和初期のデパート進出などにより、銀座は東京随一の盛り場としての地位を確実なものにしていくが業態は少しずつ変化していった。従来は高級婦人服飾店といえば銀座セキネ、銀座マギー、マミーナ、小松ストア、銀座ダイアナ、三愛、創作洋品店（オートクチュール店舗）、日本初のセレクトショップであるサンモトヤマなどが代表だったが1990年代のバブル崩壊以後は海外の有名ブランドが続々と旗艦店を銀座に構えた、その一方でカラオケ店、ブランド品買取専門の質店などといった大衆的な業種のチェーン店化が活発になっていく。

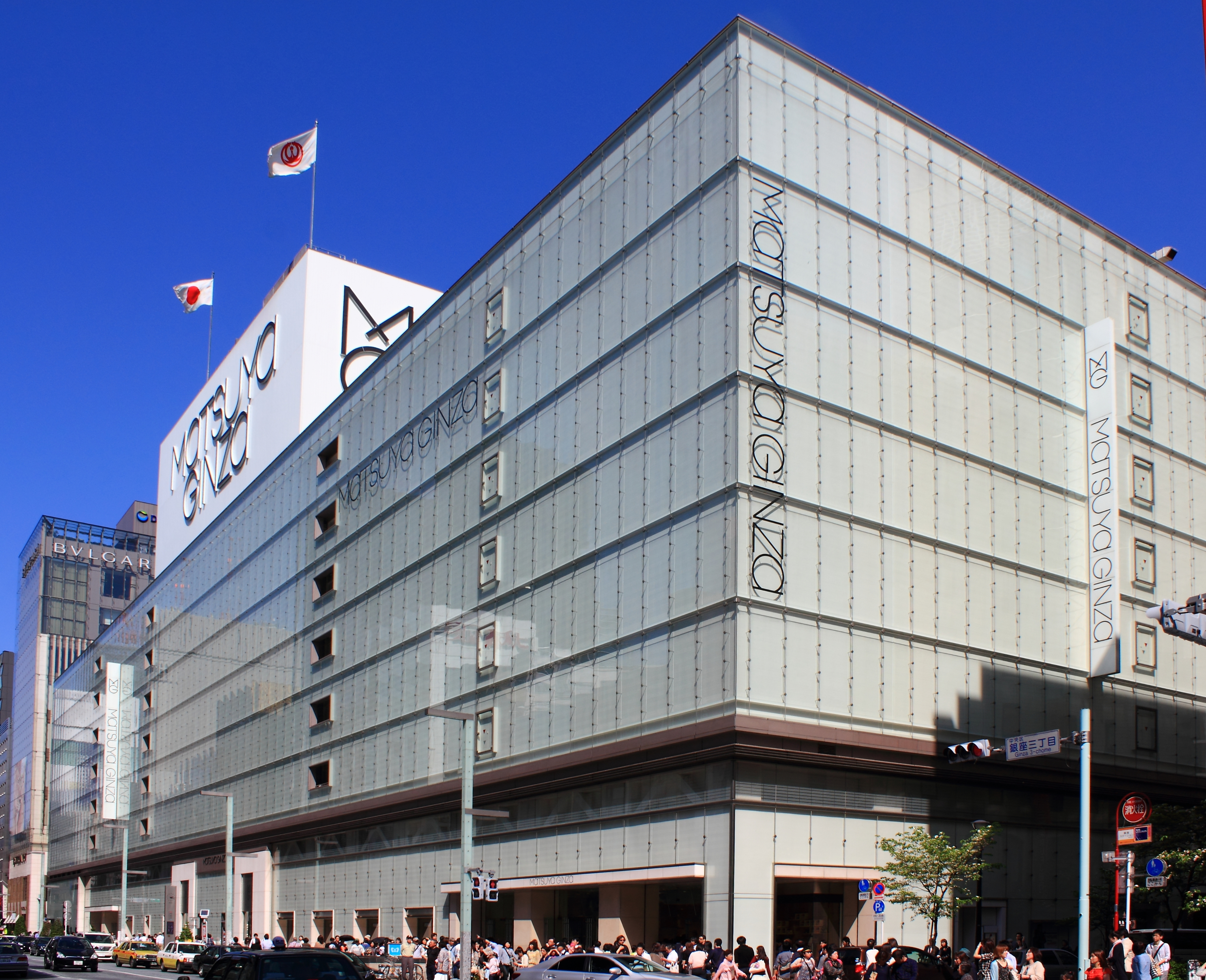
松屋銀座店（本店）

銀座は、老舗の集積地でもあり、松屋・三越のほかにも、隣接する有楽町にルミネ・阪急MEN'S TOKYOが立ち並ぶ。しかし、有楽町駅再開発・一億総中流社会解体によって、有楽町そごうは2000年、有楽町西武は2010年、有楽町阪急は2011年、松坂屋は2013年、プランタン銀座は2016年に閉店しており、銀座・有楽町エリアの百貨店は7店から2店にまで急減している（阪急MEN’S TOKYOを含めると3店）。銀座というと百貨店というイメージをもつ人も多いが、実際はエリアごとの百貨店売上高では新宿や日本橋などの方が多い。
家電メーカーはオーディオ製品を中心にしたショールームを銀座に相次いで開設した。1963年1月三菱電機が三愛ドリームセンター内に三菱電機スカイリングを、1966年4月にはソニーがソニービルを建設した（松下電器＝テクニクス銀座ショールーム、日立製作所＝Lo-Dプラザ、東京芝浦電気＝東芝銀座セブン、日本ビクター=ニッパーズギンザ）。また、日産自動車も銀座ギャラリーを開設した。
新築されて2016年にオープンした東急プラザ銀座や銀座プレイス、2017年にオープンしたGINZA SIX（ギンザ シックス）、改装されて2015年にリニューアルオープンしたイグジットメルサ（旧ニューメルサ）などの大型の複合商業施設が数多く並ぶ。

### 情報通信業
かつて銀座にマスメディアの集中が見られた時期があった。明治時代、銀座煉瓦街の建設に伴い、丸の内や日本橋に近い銀座に、多くの新聞社が集中した。一時期は、東京日日新聞（現：毎日新聞）、東京朝日新聞（現：朝日新聞）、読売新聞や國民新聞などといった新聞社のほとんどが銀座に集中し、それに伴って印刷業や広告代理店なども集中した時期もあった。しかし関東大震災により東京在来の新聞社が壊滅的打撃を受けると、読売が大手町へ移転するなど銀座への集中も途絶えることとなった。現在は、隣接する築地に朝日新聞東京本社が、隣接する汐留（東新橋）に日本テレビと共同通信社がそれぞれ社屋を構えていることが目立つくらいである。
また、日本電報通信社（現：電通）が銀座（外堀通り、現在も（旧）電通通りとも言う）に設立されたことにより、広告原稿の受け渡しの利便性から地方新聞社の多くが銀座周辺に東京支局を構えた。このことから、現在でも地方のテレビ局・ラジオ局などのうち、比較的小規模なものを中心に、銀座に支局や支社を構えるところが少なからず存在する（地方民間放送共同制作協議会も、銀座に事務所を置く地方ラジオ局支社長達が「火曜クラブ」として定例会合を開いたことに因む）。
出版社や大手出版取次店をはじめとする印刷出版業に関しては、東京における集中地区は、主要な大学にほど近い本郷をはじめとする文京区内や千代田区神田神保町周辺を含む、皇居の北側のエリアに一大中心地があり、銀座は中心地とはいえない。しかし、前述したような事情から、明治時代から社屋を構える教文館や実業之日本社など、古い出版社には銀座に本社を残しているところも残存する。

### 事業所
2021年（令和3年）現在の経済センサス調査による事業所数と従業員数は以下の通りである。
| 丁目       | 事業所数    | 従業員数  |
| ---------- | ----------- | --------- |
| 銀座一丁目 | 1,156事業所 | 24,489人  |
| 銀座二丁目 | 839事業所   | 14,148人  |
| 銀座三丁目 | 930事業所   | 14,372人  |
| 銀座四丁目 | 799事業所   | 18,638人  |
| 銀座五丁目 | 959事業所   | 13,326人  |
| 銀座六丁目 | 974事業所   | 15,492人  |
| 銀座七丁目 | 1,081事業所 | 15,834人  |
| 銀座八丁目 | 1,190事業所 | 40,402人  |
| 計         | 7,928事業所 | 156,701人 |

#### 事業者数の変遷
経済センサスによる事業所数の推移。
| 年                 | 事業者数 |
| ------------------ | -------- |
| 2016年（平成28年） | 8,072    |
| 2021年（令和3年）  | 7,928    |

#### 従業員数の変遷
経済センサスによる従業員数の推移。
| 年                 | 従業員数 |
| ------------------ | -------- |
| 2016年（平成28年） | 156,880  |
| 2021年（令和3年）  | 156,701  |

### 銀座に本社を置く企業
- 鳩居堂
- セイコーグループ
  - 和光
- 伊東屋
- 松崎商店
- マロニエゲート（旧プランタン銀座）
- 松屋

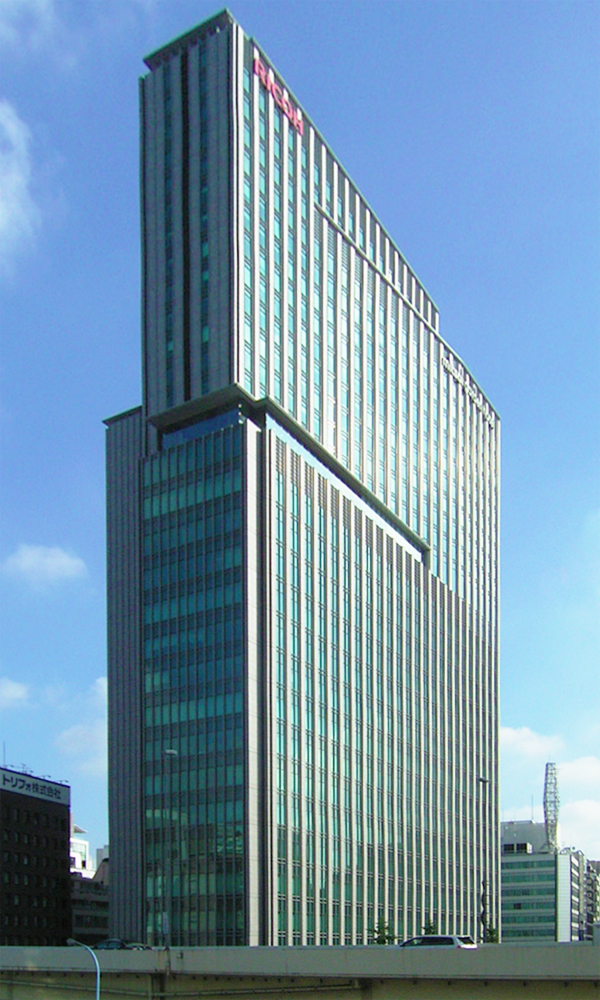
リコー本社が入居していた銀座三井ビルディング。現在、三愛ドリームセンターに同社のフォトギャラリーがある。

- J.フロント リテイリング（登記上の本店）
- 王子ホールディングス
  - 王子製紙
  - 王子サーモン（登記上の本店は北海道苫小牧市）
- 紀文食品
- 資生堂（登記上の本店、実質的な本社機能は港区東新橋にある）
- 鴻池運輸（東京本社、登記上の本店は大阪市中央区）
- ヤマトホールディングス
  - ヤマト運輸
- 電源開発
- 日本香堂
- 弘電社
- 東京高速道路
- パナソニック コネクト
- 東京テアトル
- 博品館
- 天賞堂
- 山野楽器
- 時事通信社
- マガジンハウス
- ドワンゴ
- 安田松慶堂
- 教文館
- プロダクション尾木
- 歌舞伎座（株式会社歌舞伎座）

## 文化
江戸時代後期から現在まで「新橋」と呼ばれる花街が位置している。
明治時代、煉瓦街建設や新橋と横浜を結ぶ鉄道の開業、また築地（明石町）鉄砲洲（湊）に外国人居留地があったために舶来品の往来が盛んとなった銀座にはそれらの品を扱う商店が軒を連ね、銀座は西洋文化の発信地として日本文化の近代化に大きな役割を果たした。

### 食文化

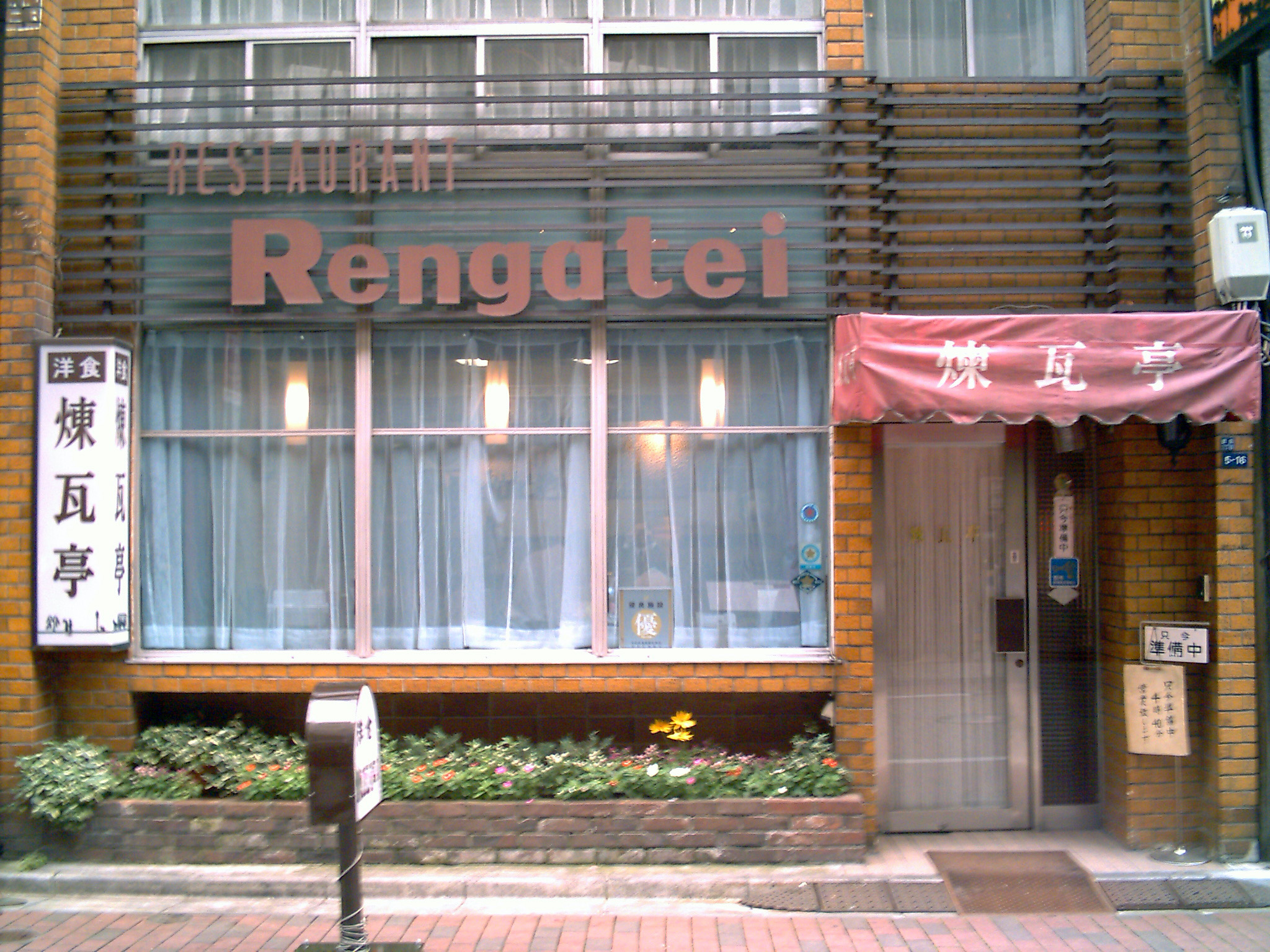
煉瓦亭

食においても、銀座は西洋の味覚を紹介する場となった。1871年、「文英堂」（現：木村屋總本店）が尾張町にて創業し、あんパンの販売を始めた。また、1895年には洋食屋の「煉瓦亭」が開業した。銀座で調剤薬局を営んでいた資生堂は1902年、店舗内に「ソーダ・ファウンテン」（現：資生堂パーラー）を併設し、ソーダ水やアイスクリームを売りだした。他にも、1897年に開業した「銀座千疋屋」は輸入果物の販売や日本初のフルーツパーラーを開業するなど銀座には様々な食文化が流入した。
1911年3月、パリのカフェを模した「カフェー・プランタン」が開店し、作家や画家などの文化人の社交場となった。その後も「カフェー・ライオン」や「カフェーパウリスタ」などが続々と開店し、学生なども出入するようになり、文壇の議論が盛んに行われた。しかし、関東大震災を境に関西資本のカフェーが進出し、カフェーは女給による濃厚なサービスを行う場に変貌していった。昭和初期にはエログロナンセンスの流行とともに大衆化・俗化し、カフェーは全盛を極めることとなった。また、この頃に関西の料亭の進出も相次いだ。
戦後、銀座は徐々に世界各国の高級料理店が進出し、代表的なフランス料理店のレカン、マキシム・ド・パリや高級クラブなどが林立する街として認知されるようになっていく。1980年代後半に差し掛かるとそれまでとは比較にならない勢いで世界の一流レストランが挙って出店する一方、外食フランチャイズも盛んになる。まず1970年に「ダンキンドーナツ（現・ダンキン。日本からは米軍基地を除き1998年に撤退）」、次いで1971年に「マクドナルド」の1号店が銀座に開店。1990年代後半には「スターバックスコーヒー」や「タリーズコーヒー」が相次いで進出し、その後も「サンマルクカフェ」や銀座四丁目交差点で銀座和光と並ぶランドマーク的な存在である三愛ドリームセンター内に「ル・カフェ・ドトール」の1号店が開店、銀座は戦前とは異なる形態のカフェ激戦地となり、カフェブームを全国へ広げる舞台として躍進する。

### ファッション

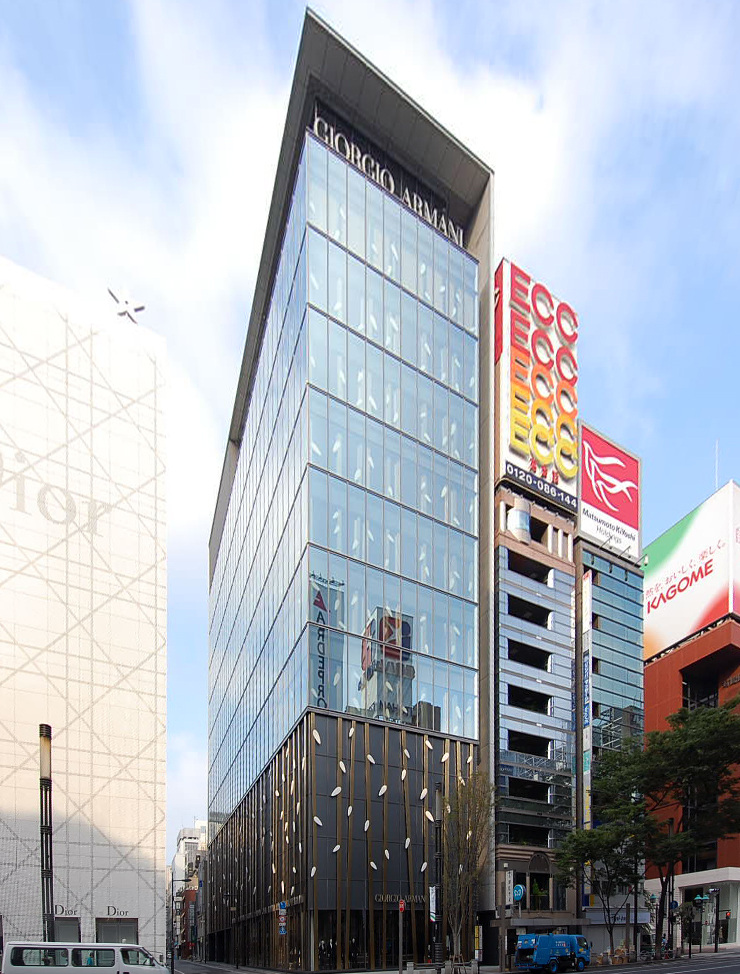
アルマーニ銀座タワー

服飾文化においても、銀座は西洋ファッションを紹介する場となった。その中で、資生堂は化粧品を扱うなど、ファッション文化の発展に大きく貢献する。
関東大震災後の大正末期から昭和初期にかけてはモボ・モガと呼ばれる当時の世界的流行であるアール・デコの影響を色濃く受けた若者たちが現れた。
1964年に並木通りやみゆき通り周辺で「みゆき族」と呼ばれる若者が出現した。男性は流行していたアイビールックかコンチネンタルルック、女性はロングスカートのバックに共布のリボンベルトを結び、二つに折ったハンカチーフを頭にかぶるというスタイルで、手には流行を扇動した「VAN」や「JUN」の紙袋かコーヒー豆の麻袋を持つというスタイルだった。しかし、同年に開催される東京オリンピックを前に風紀の乱れを懸念した警察によって一斉取締りが行われ、みゆき族はひと夏で姿を消す。
1990年代後半からは海外ブランドの進出が活発になり、並木通りを中心として次第に晴海通り、銀座通り（中央通り）へと多くの海外高級ブランド店が進出。しかし、2008年9月にアメリカで起きたリーマンショックを端とするバブル崩壊と経済危機の煽りで、海外ブランドの閉鎖が相次ぎ、2割ほどが撤退すると予想された。近年では、プランタン銀座とマロニエゲートの間を南北に走る銀座マロニエ通りに、カルティエ、シャネル、ルイヴィトン、ブルガリ等のラグジュアリーブランドが軒を連ねている。
最近ではユニクロやFOREVER 21等のファストファッション専門店が進出し様変わりしている。2017年に松坂屋銀座店の跡地を含む銀座六丁目10番街区（4,600m2）、隣接する銀座六丁目11番街区（4,400m2）の2つの街区約1.4haがGINZA SIXとしてオープンし、盛況である。

### 文化施設
1900年代から1920年代前半にかけて、歌舞伎座や東京宝塚劇場など、銀座・有楽町周辺には多くの劇場が開場した。
1950年代以後はカントリー・ミュージックやジャズなどをバンドの生演奏で楽しむジャズ喫茶の開店が相次ぎ、1960年代に入ると銀座ACBが盛況を博し、シャンソン喫茶「銀巴里」は多くのシャンソン歌手を生んだ。しかし、1970年頃より、新宿や御茶ノ水などへ音楽の拠点は移っていった。
劇場や映画館は1970年代までと比べ減少したが、現在ではコンサートホールなどの文化施設が多く存在している。特徴的なのは、ヤマハホールや王子ホールといった企業の文化支援活動の一つとして開いているものが多いことである。また、画廊は全国の4分の1が銀座に集約しているとされる。

#### 主な文化施設一覧
劇場
- 歌舞伎座
- 新橋演舞場
- 博品館劇場

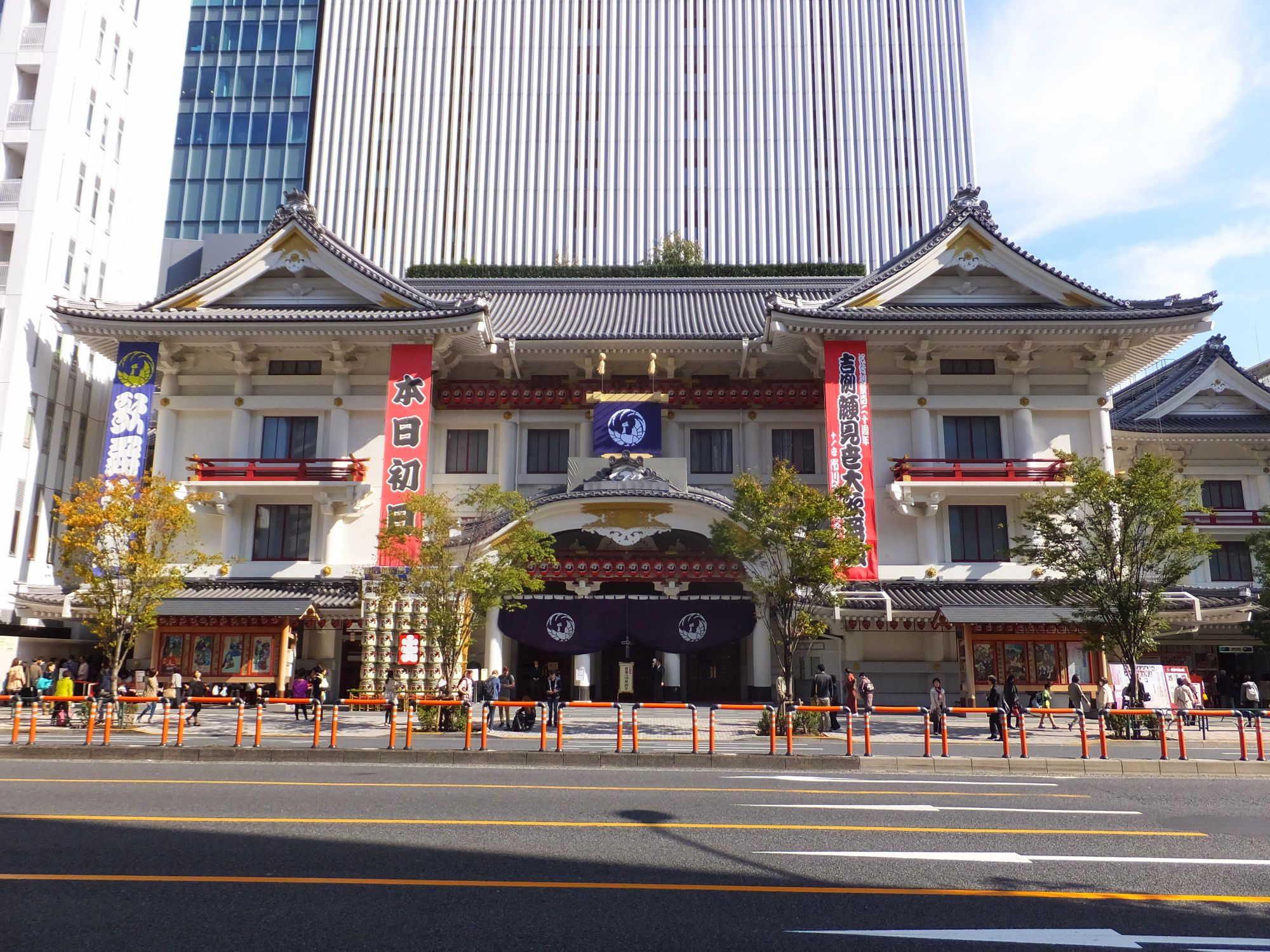
歌舞伎座

- ル テアトル銀座 by PARCO（2013年5月末閉館）

能楽堂
- 観世能楽堂

映画館
- 銀座シネパトス（2013年3月末閉館）
- 銀座テアトルシネマ（2013年5月末閉館）
- シネスイッチ銀座
- 丸の内TOEI

音楽ホール
- 王子ホール
- ヤマハホール

ギャラリー
- ガーディアン・ガーデン
- ニコンサロン
- 資生堂ギャラリー
- 富士フォトサロン
- ポーラ・ミュージアム・アネックス
- 銀座メゾンエルメス フォーラム

## 交通
銀座へは地下鉄とバス網が整備されており、またJRの有楽町駅、新橋駅からも徒歩圏内にある。このため、1998年に行われた銀座への交通手段に関するアンケート調査では地下鉄利用者が半数以上を占め、JRの利用者も3割以上だったことから、大半が鉄道を利用して銀座へ来ていることが分かった。

### 道路

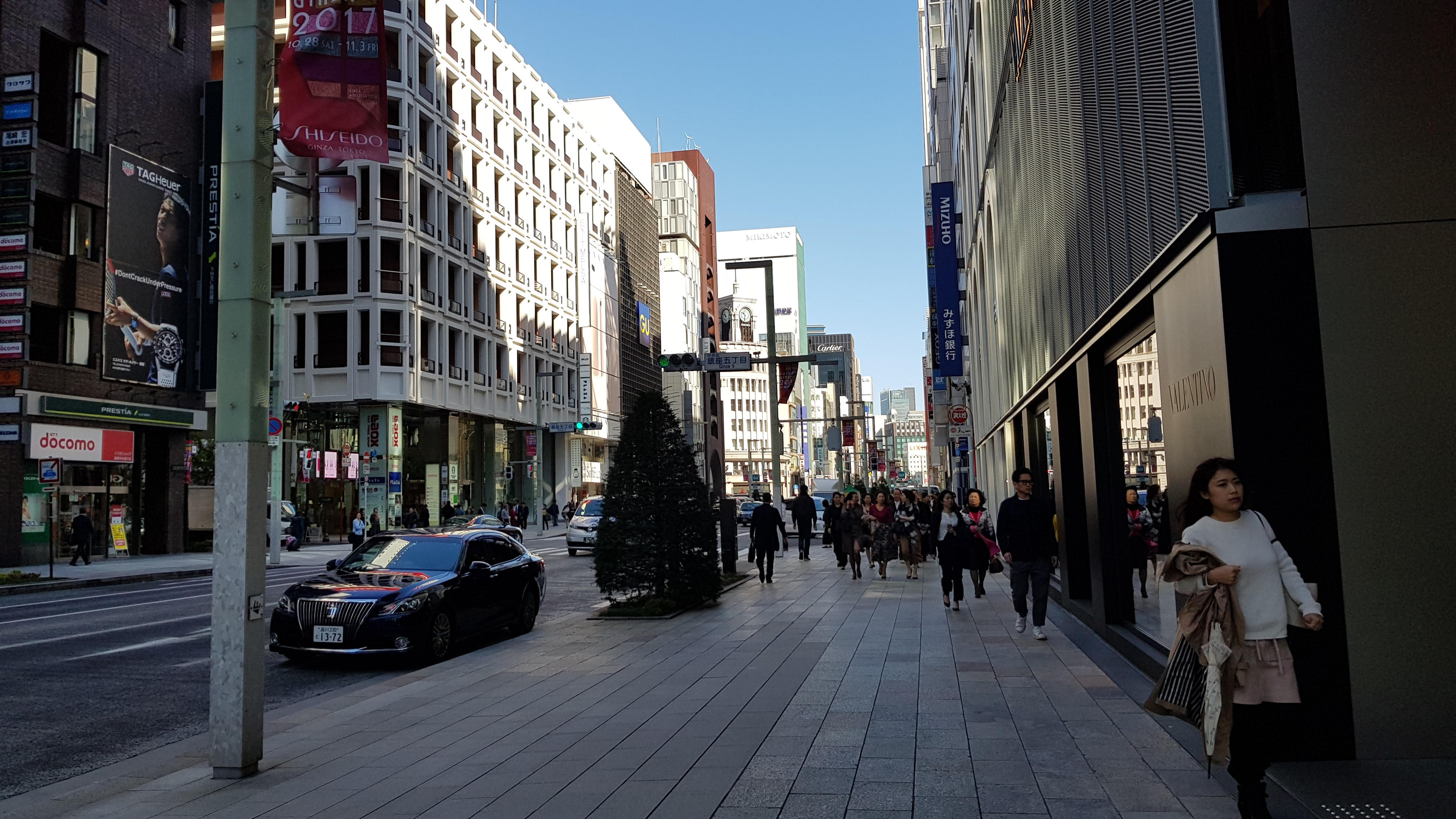
晴海通り（2018年）

晴海通りや中央通り、昭和通りなどの大通りが縦貫し、これらの通りでは自動車の交通量が多いことにより渋滞が深刻化している。
銀座全域が首都高速道路に囲まれた形になっており、直に利用する以外にも目印等の用途がある。

#### 道路
南北に延びる道路（新橋〜京橋間）を西からの順
- 銀座コリドー通り
- 数奇屋通り
- 東京都道405号外濠環状線（西銀座通り・外堀通り、旧電通通りとも言う） - 数寄屋橋交差点より南西側が「西銀座通り」。
- ソニー通り
- 並木通り
- 西五番街
- 金春通り・すずらん通り・ガス灯通り
- 中央通り - 銀座通過部分は「銀座通り」になる。
- 信楽通り・あづま通り
- 三原通り
- 昭和通り

東西に延びる道路（築地〜日比谷間）を北からの順
- 銀座桜通り
- 銀座柳通り
- 銀座マロニエ通り
- 松屋通り - 沿道に松屋銀座があるため。
- 東京都道304号日比谷豊洲埠頭東雲町線（晴海通り）
- みゆき通り
- 交詢社通り - 沿道に交詢社があるため。
- 花椿通り - かつては出雲通りだったが資生堂が買収。
- 御門通り

#### 首都高速道路・出入口
- 首都高速都心環状線
  - 京橋出入口
  - 新富町出口
  - 銀座出入口
- 東京高速道路
  - 西銀座入口
  - 新京橋出口
  - 東銀座出口

### 鉄道

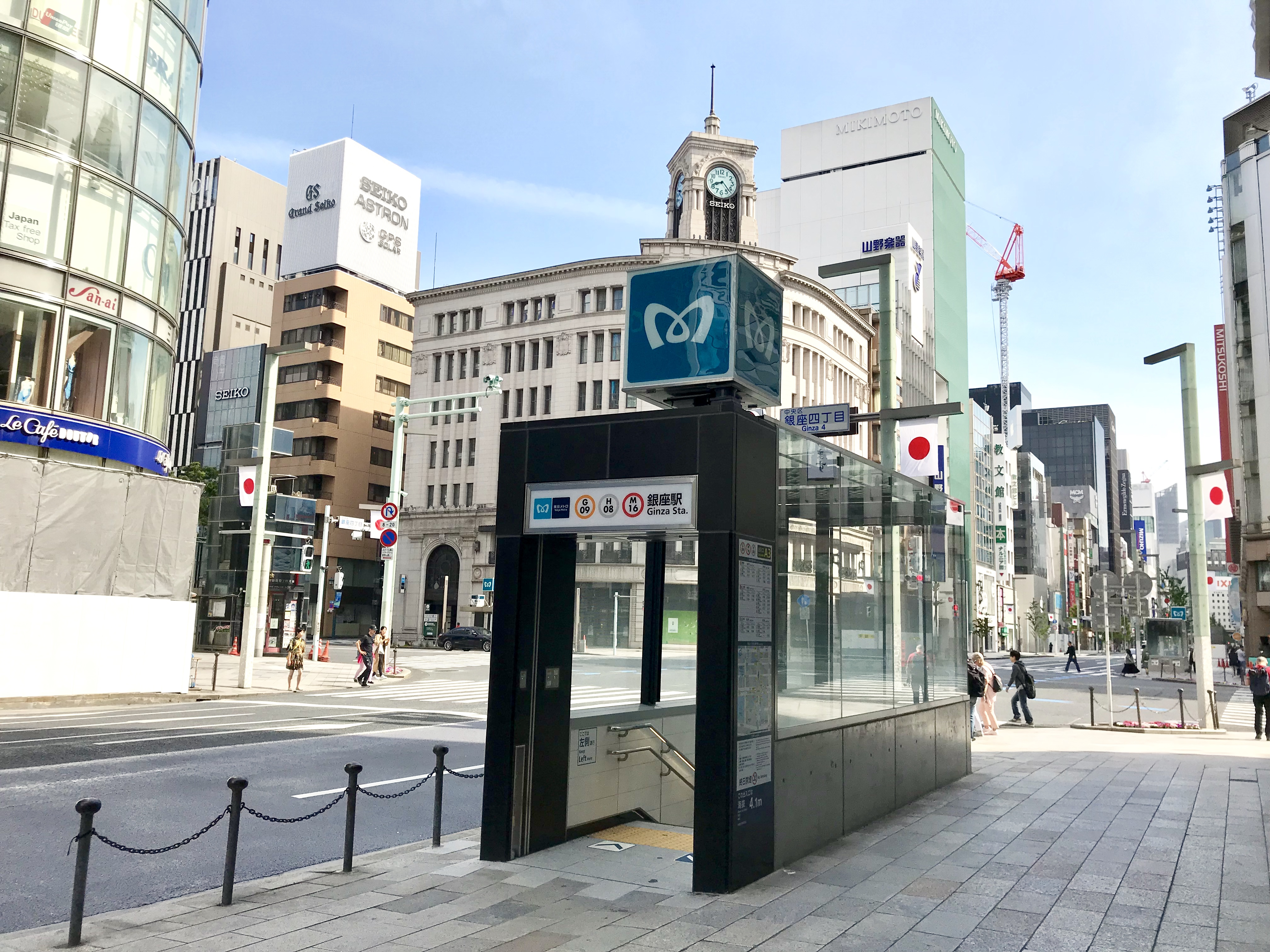
銀座駅

1882年に東京馬車鉄道が新橋〜日本橋間で開業した。1903年、馬車鉄道は「東京電車鉄道」と名を変え電化し、同年には数寄屋橋〜神田橋間に東京市街鉄道が開業した。これらの鉄道路線は、後に東京市電として公営化し、路線・系統の拡大がされた。1934年には東京地下鉄道によって敷設された地下鉄（現・東京メトロ銀座線）が銀座まで延伸した。
1950年代より地下鉄整備が着々進められ、西銀座駅の丸ノ内線が開業したことを機に整備されていく。その一方で自動車の増加に因り都電は徐々に撤去されていった。
鉄道駅
東京地下鉄（東京メトロ）
- 銀座駅（○銀座線、○日比谷線、○丸ノ内線）
- 東銀座駅（○日比谷線）
- 銀座一丁目駅（○有楽町線）

東京都交通局（都営地下鉄）
- 東銀座駅（○浅草線）

### 路線バス
- 都営バス

## 店舗・施設
ゲームセンターの類が無く、家電量販店・カラオケボックス・パチンコ店・ファーストフード店は他の繁華街に比較して少ない。それらの店は隣の有楽町や新橋などに集中している。法人については本店・旗艦店ないし路面店、あるいはそれに準ずるもののみ掲載。以下、店舗等一覧は2020年以降のコロナ禍等その他で変容あり。
| 1丁目 - GINZA TANAKA銀座本店 - 宮本商行 - ハリー・ウィンストン銀座店 - トッカストア銀座店 - ジェイフェリー (J.FERRY) 銀座本店 - パリミキMIKISSIMES GINZA - IDC大塚家具銀座本店 - キラリトギンザ - 貴和製作所 - 銀座アスター本店（中華料理店） - 銀座コージーコーナー本店（洋菓子店） - 銀座オザミビル - ツモリチサト ゴールド - レストラン オザミ（フランス料理店） - ドミニク・ブシェ（フランス料理店） - リプトン・ブルックボンドハウス（ティールーム） - 雪ノ下銀座（カフェ） - ポーラ ミュージアム アネックス - ホテル西洋銀座（2013年閉館、解体され現存しない） - ル テアトル銀座 by PARCO（同様に現存しない） - ホテルモントレ ラ・スールギンザ - 佐賀銀行東京支店 - 奥野ビル 2丁目 - メルサGinza-2 - 東京ますいわ屋（呉服店） - マロニエゲート銀座1 - ハンズ銀座店 - トミーヒルフィガー銀座マロニエゲート店 - ユナイテッドアローズ銀座店 - ブラッスリー ポール・ボキューズ（フランス料理店） - マロニエゲート銀座3 - バナナ・リパブリック銀座店 - 銀座ベルビア館 - 銀座ロフト - CK カルバン・クライン銀座店 - 三陽山長 - ル・ドーム (Le Dome EDIFICE et IENA) 銀座店 - 銀座ブロッサム - デビアス銀座店 - ショパールブティック銀座店 - ティファニー銀座本店・ブライダルブティック - モンクレール銀座店 - ダンヒル銀座本店 - エルメネジルド・ゼニア銀座店 - 銀座英國屋本店 - 銀座越後屋（呉服店） - 洋服の青山銀座本店 - 矢場とん東京銀座店（味噌カツ店） - 銀座メゾンアンリ・シャルパンティエ（パティスリー、カフェ） - キルフェボン グランメゾン銀座店（パティスリー、カフェ） - 東京風月堂銀座本店（パティスリー、カフェ） - 銀座スイス本店（洋食店） - メルキュールホテル銀座東京 - ウインズ銀座 - 伊東屋本店 - カルティエ銀座ブティック - ブルガリ銀座タワー 3丁目 - 松屋銀座 - バカラ松屋銀座店 - スワロフスキー松屋銀座店 - モニッケンダム松屋銀座店 - ゲラン松屋銀座店（化粧品売場） - クリスチャン・ルブタン松屋銀座店 - ロジェ・ヴィヴィエ松屋銀座店 - ロシャス松屋銀座店（婦人靴売場） - マノロ・ブラニク松屋銀座店 - シャーロット・オリンピア松屋銀座店 - サン＝ローラン松屋銀座店 - セリーヌ松屋銀座店 - ランバン松屋銀座店 - クロエ松屋銀座店 - プラダ松屋銀座店 - カルバン・クライン松屋銀座店 - ポロ ラルフ・ローレン松屋銀座店 - ポール・スミス松屋銀座店 - エスカーダ松屋銀座店 - フェンディ松屋銀座店 - ジル・スチュアート松屋銀座店 - ジル・サンダー松屋銀座店 - ダンヒル松屋銀座店 - J.プレス松屋銀座店 - ヒューゴ・ボス松屋銀座店 - トゥミ松屋銀座店 - モラビト ブラン松屋銀座店 - コーチ松屋銀座店 - エルベ・シャプリエ松屋銀座店 - ハンティングワールド松屋銀座店 - ヨーガン・レール松屋銀座店 - ナラカミーチェ松屋銀座店 - アンテプリマ松屋銀座店 - ヒロフ松屋銀座店 - ミハマ松屋銀座店 - スコッチグレイン松屋銀座店 - essence of ANAYI（アナイ）松屋銀座店 - トッカ松屋銀座店 - アンタイトル松屋銀座店 - クードシャンス松屋銀座店 - リザ松屋銀座店 - ヒロコ ハヤシ松屋銀座店 - タケオキクチ松屋銀座店 - ヨウジ・ヤマモト松屋銀座店 - ジュンコ・シマダ松屋銀座店 - イッセイ・ミヤケ各ライン松屋銀座店 - ケイト・スペード ニューヨーク松屋銀座店 - ステラ・マッカートニー松屋銀座店 - ラコステ松屋銀座店 - オーバドゥ松屋銀座店 - シャンタル・トーマス松屋銀座店 - ソニア・リキエル コレクション松屋銀座店 - ロクシタン松屋銀座店 - 日比谷花壇松屋銀座店 - キャンティ松屋銀座店（イタリア料理店） - 築地宮川本廛松屋銀座店（鰻料理屋） - 豆源松屋銀座店 - ローマイヤ松屋銀座店 - ユーハイム松屋銀座店 - モロゾフ松屋銀座店 - ヨックモック松屋銀座店 - ブランジェ浅野屋松屋銀座店（ブーランジュリー） - メゾン・カイザーショップ松屋銀座店（ブーランジュリー） - ガトーフェスタ・ハラダ松屋銀座店（パティスリー） - デメル松屋銀座店（パティスリー） - ゴディバ松屋銀座店（パティスリー） - ラ・メゾン・デュ・ショコラ松屋銀座店（パティスリー） - ピエール・エルメ・パリ松屋銀座店（パティスリー） - ブルガリ イル・チョコラート松屋銀座店（パティスリー） - アニエス・ベー松屋銀座店 - ルイ・ヴィトン松屋銀座店（銀座店） - シャネル銀座店（シャネル銀座ビル） - ベージュ アラン・デュカス（フランス料理店） - ショーメ銀座本店 - ヴァンクリーフ&アーペル銀座本店 - ラザール・ダイヤモンドブティック銀座店 - マロニエゲート銀座2 - ユニクロ TOKYO - ジーユー マロニエゲート銀座店 - アインズ&トルペマロニエゲート店 - 無印良品銀座 - シップス銀座店 - 丸の内TOEI - セントラルミュージアム銀座 - 春陽堂書店 - 銀座十字屋ハープ&フルートサロン - 東和銀行東京支店 - 木挽町よしや（東銀座にある和菓子店） - とんかつ銀座にし邑（東銀座にあるとんかつ屋） - 煉瓦亭（老舗高級洋食店） - 銀座ハゲ天本店（天ぷら屋） - 白いばら（キャバレー、2018年閉館、解体され現存しない） - Apple Store Ginza 4丁目 - 天賞堂本店 - 木村屋總本店 - 教文館 - 山野楽器本店 - ミキモト本店 - レカン（フランス料理店） - 銀座和光本店 - メレリオ・ディ・メレー銀座和光店 - 銀座三越 - サン＝ローラン銀座三越店 - セリーヌ銀座三越店 - シャネル銀座三越店（婦人靴売場） - トッズ銀座三越店（婦人靴・紳士雑貨売場） - ゲラン銀座三越店（化粧品売場） - ジバンシィ銀座三越店（化粧品売場） - エスティ・ローダー銀座三越店（化粧品売場） - ジル・スチュアート銀座三越店（化粧品売場） - プラダ銀座三越店 - グッチ銀座三越店 - ボッテガ・ヴェネタ銀座三越店 - ロエベ銀座三越店 - マックスマーラ銀座三越店 - バレンシアガ銀座三越店 - マーク・ジェイコブス銀座三越店 - ポロ ラルフ・ローレン銀座三越店 - ディーゼル銀座三越店 - ヴィヴィアン・ウェストウッド レッドレーベル銀座三越店 - ポール・スミス銀座三越店 - ロンシャン銀座三越店 - ザディグ・エ・ヴォルテール銀座三越店（2018年閉店） - クロエ銀座三越店 - シーバイクロエ銀座三越店 - ステラ・マッカートニー銀座三越店 - トリー・バーチ銀座三越店 - ケイト・スペード ニューヨーク銀座三越店 - アレキサンダー・マックイーン銀座三越店 - アレキサンダー・ワン銀座三越店 - アナスイ銀座三越店 - コム・デ・ギャルソン オムドゥ銀座三越店 - インディヴィ銀座三越店 - sacai（サカイ）銀座三越店 - アンテプリマ銀座三越店 - ヒロフ銀座三越店 - トゥモローランド銀座三越店 - セオリー銀座三越店 - ブルガリ銀座三越店 - モーブッサン銀座三越店 - ブシュロン銀座三越店 - ヴァンクリーフ&アーペル銀座三越店 - ティファニー銀座三越店 - ショパールブティック銀座三越店 - ケーファー銀座三越店（デリカテッセン） - ジョアン銀座三越店（ブーランジュリー） - ラデュレ銀座三越店（カフェ、パティスリー） - ゴディバ銀座三越店（パティスリー） - ジャン＝ポール・エヴァン銀座三越店 - フォートナム&メイソン銀座三越店 - マリアージュ・フレール銀座三越店 - リーフル銀座三越店 - ダロワイヨ銀座三越店（パティスリー） - ユーハイム銀座三越店 - モロゾフ銀座三越店 - ヨックモック銀座三越店 - レ・ロジエ・エグスキロール銀座三越店（フランス料理店） - ロイヤル・アッシャー銀座本店 - グッチ銀座店 - ランバンブティック銀座店 - ゼニスブティック銀座 - フルラ銀座店 - エミリオ・プッチ銀座店 - マイケル・コース銀座店 - アニヤ・ハインドマーチ銀座店 - イッセイ・ミヤケ銀座店 - ヒロコ・コシノ銀座店・KHギャラリー - GAPフラッグシップ銀座 - ジャーナルスタンダード・ラックス - ビームス銀座 - 田屋銀座本店 - 銀座モトキ4丁目店 - 銀座高橋洋服店 - テイジンメンズショップ銀座店 - スコッチグレイン銀座本店 - 日本香堂ビル - エステバン (ESTÉBAN Tokyo) - みかわや（老舗高級洋食店） - 寿司清銀座四丁目店（寿司屋） - 王子ホール - 塚本素山ビル - 野田岩銀座店（鰻料理屋） - すきやばし次郎（寿司屋） - 銀座クリスタルビル - リーガルシューズ銀座数寄屋橋店 - シネスイッチ銀座 - 歌舞伎座 - 歌舞伎座タワー - 銀座木挽堂書店（古書店） - ナイルレストラン（東銀座にあるインドカレー屋） - 日本基督教団銀座教会 - 七十七銀行東京支店 - 髙橋屋銀座店（鰻料理屋） - ギャラリー58 | 5丁目 - 中央区立泰明小学校 - 東急プラザ銀座（旧銀座東芝ビル（銀座TSビル）） - サロン アダム エ ロペ - essence of ANAYI LUMIÈA（エッセンス・オブ・アナイ・ルミエア） - マリー・クヮントプラザ銀座店 - シネクァノン - バリー銀座店 - パンドラプラザ銀座店 - 銀座ソニーパーク（旧ソニービル跡地） - マキシム・ド・パリ（2015年閉店） - 銀座あけぼの本店（和菓子店） - 鹿乃子本店&和喫茶室（和菓子店） - 銀座マネケン - 三愛ドリームセンター - ル・カフェ・ドトール - 東京鳩居堂本店 - TASAKI本店 - 銀座プレイス - NISSAN CROSSING - ティエリー・マルクス（フランス料理店） - 銀座ライオン（ビヤホール、ブラッスリー） - 銀座コア - 銀座萬年堂本店（和菓子店） - 池田屋東京銀座店 - ひだまり本舗 - ワコール・ザ・ストア - つばめグリル（老舗洋食店） - イグジットメルサ（旧ニューメルサ） - ローラ・アシュレイ イグジットメルサ銀座店（2018年閉店） - 銀座文明堂、BUNMEIDO CAFE GINZA - 銀座松崎煎餅本店（和菓子店） - ラオックス銀座本店 - コメ兵銀座店 - 大黒屋ブランド館銀座和光前店 - 銀座千疋屋本店 - ピエール・マルコリーニ銀座本店（パティスリー、カフェ） - リーフルダージリンハウス銀座（サロン・ド・テ） - マリアージュ・フレール銀座（サロン・ド・テ） - 銀座メゾンエルメス - アルマーニ銀座タワー - コーチ銀座店 - ボッテガ・ヴェネタ銀座メゾン（旧ディオールブティック） - ハナエ・モリ銀座店 - プラダ銀座店 - ロンシャン銀座店 - アンテプリマ銀座店 - ケイト・スペード ニューヨーク銀座店 - カルティエ銀座並木通りブティック - ブシュロン銀座本店 - モーブッサン銀座フラッグシップストア - ラリック銀座店 - フランク・ミュラーウォッチランド東京 - クロムハーツ銀座 - エスパス タグ・ホイヤー銀座 - ドルチェ&ガッバーナ銀座店 - LUMIX GINZA TOKYO - 銀座山形屋銀座店 - 改造社本社 - 日動画廊 - 靖山画廊 - ルパン（バー） - 銀座さわ田（寿司屋） - 近藤（天ぷら屋） - 小十（こじゅう、日本料理店） - エスキス（フランス料理店） - 時事通信ビル - ピーアーク銀座店（パチンコ店） 6丁目 - ギンザコマツ - 東館 - ユニクロ銀座店 - 西館 - ドーバー ストリート マーケット ギンザ・コム デ ギャルソン - ローズベーカリー銀座 - KOMATSU BAR - アバクロンビー&フィッチ銀座店 - かねまつビル - 懐食みちば（日本料理店） - 銀座かねまつ 銀座6丁目本店 - 菊水・ダイアナ共同ビル - ダイアナ銀座本店 - 銀座ヨシノヤ - 銀座菊水（喫煙具店） - 交詢社（交詢ビル） - 今半銀座店 - バーニーズ・ニューヨーク銀座本店 - スリオラ（スペイン料理店） - GINZA SIX（ギンザ シックス、旧松坂屋銀座店） - サン＝ローランGINZA SIX店 - セリーヌGINZA SIX店 - フェンディGINZA SIX店 - ヴァレンティノGINZA SIX店 - ジミー・チュウGINZA SIX店 - ケンゾーGINZA SIX店 - マッキントッシュGINZA SIX店 - ベルスタッフGINZA SIX店 - MM6メゾン・マルジェラGINZA SIX店 - アニヤ・ハインドマーチGINZA SIX店 - マルニGINZA SIX店 - ルシアン・ペラフィネGINZA SIX店 - バイ・マレーネ・ビルガーGINZA SIX店 - ヴィヴィアン・ウェストウッドGINZA SIX店 - セオリーGINZA SIX店 - ジル・スチュアート Beauty & PARTY GINZA SIX店 - サルヴァトーレ・フェラガモGINZA SIX店 - マノロ・ブラニクGINZA SIX店 - Discord ヨウジ・ヤマモト（アクセサリー店） - ディオール・ビューティー、ハウス・オブ・ディオール 銀座ハウス - アレクサンドル ドゥ パリGINZA SIX店（オートコワフュール） - シュウ ウエムラGINZA SIX店 - SABON GINZA SIX店 - シチズンフラッグシップストア東京 - ロレックスブティック レキシアGINZA SIX店 - ゼロハリバートンGINZA SIX店 - モワナメゾン銀座 - ヴァンクリーフ&アーペルGINZA SIX店 - フレッドGINZA SIX店 - 銀座蔦屋書店 - 観世能楽堂 - ルイ・ヴィトン銀座並木通り店 - シャネル銀座並木通り店 - フレッドブティック銀座本店 - ブルネロ・クチネリ銀座店 - ライカ銀座店・銀座サロン - オメガショップ銀座 - ロレックスブティック レキシア 銀座並木通り本店 - 新橋演舞場 - 銀座天一本店（天ぷら屋） - 寿司幸本店（寿司屋） - 銀座風月堂（和菓子喫茶店） - モンロワール銀座みゆき通り店（パティスリー） - くすりの福太郎銀座店 7丁目 - とらや銀座店、虎屋菓寮（和菓子店） - 清月堂銀座本店、喫茶清月茶房（和菓子店） - 銀座ウエスト本店（洋菓子店、カフェ） - リンツショコラカフェ銀座店（パティスリー、カフェ） - サッポロライオン（ビヤホールライオンや銀座ライオン等がある） - ジーユー銀座本店 - H&M銀座店（2018年閉店） - ZARA銀座本店 - MONT BLANC銀座本店 - オニツカタイガー銀座 - サルヴァトーレ・フェラガモ銀座本店 - クリスチャン・ルブタン銀座店 - ダミアーニ銀座タワー店 - パンドラ銀座フラッグシップストア - ピアジェブティック銀座店 - ブレゲブティック銀座店 - グランドセイコーブティック銀座 - スウォッチ銀座、スウォッチグラスヒュッテオリジナルブティック銀座 - ロンジンブティック東京 - ヴァシュロン・コンスタンタン銀座ブティック - リモワストア銀座7丁目 - 金田中ビル - バルマン銀座店 - 岡半本店（鉄板焼き店） - 金田中（料亭および割烹） - ロオジエ（フランス料理店） - とよだ（日本料理店） - 尹家（ユンケ、朝鮮料理店） - 銀座梅林本店（とんかつ屋） - 俺のうなぎ（鰻料理屋） - 安田松慶堂本店 - ケネディハウス - ガーディアン・ガーデン - ヤマハホール - ニコンサロン - 電通銀座ビル - 銀巴里跡碑 8丁目 - エス・テー・デュポン銀座店 - スワロフスキー銀座本店 - フォリフォリ銀座店 - バーバリー銀座店 - 23区GINZA - 三陽銀座タワー - ポール・スチュアート - 三陽山長 - マッキントッシュ・ロンドン - ブラックレーベル・クレストブリッジ - ブルーレーベル・クレストブリッジ - アシックスストア東京 - 和真メガネ銀座本店 - マツモトキヨシBeautyU店 - 月光荘 - 博品館 - 博品館劇場 - 東京銀座資生堂ビル - 資生堂パーラー - ファロ資生堂（イタリア料理店） - カフェーパウリスタ - 東京吉兆本店（料亭） - 竹葉亭木挽町本店（鰻料理屋） - 銀座久兵衛本店（寿司屋） - 鮨よしたけ（寿司屋） - 銀座いわ Ginza IWA（寿司屋） - 福樹（日本料理店） - 一期銀座（いちごぎんざ、日本料理店） - カーエム（フランス料理店） - 銀座天國本店（天ぷら屋） - 銀座三河屋 - 銀座三井ビルディング - ソサエティ・オブ・スタイル - 中央区立銀座中学校 - 銀座郵便局 - 中銀カプセルタワー 未確定地域 - 西銀座デパート、銀座インズ、銀座ファイブ、銀座ナインなど東京高速道路のテナントビル街 - キプリング銀座店 - パンジー銀座ファイブ店 - 銀座誠友堂（美術刀剣店） - プチプチマルシェ - ガスト銀座インズ店 - サイゼリヤ銀座インズ店 - ドン・キホーテ銀座本館 その他 - 丸源ビル |  |

## 銀座を舞台・背景とした作品
日本映画の黎明期から黄金期となる戦後混乱期から高度経済成長期まで、東京を代表する町として頻繁に銀座が登場。歌謡曲でも銀座を歌った歌が数多く、『東京行進曲』や『東京音頭』などといった東京の歌の歌詞にも銀座が登場する。
映画
- 東京の女性（1939年、東宝）
- 肉体の門（1948・1964・1977・1988年、東宝・日活・東映）
- 銀座カンカン娘（1949年、新東宝）
- 銀座化粧（1951年、新東宝）
- 都会の横顔（1953年、東宝）
- 君の名は（1953年、松竹）
- ゴジラ（1954年、東宝）
- 銀座二十四帖（1955年、日活）
- 太陽の季節（1956年、日活）
- 夜の蝶（1957年、大映）
- 嵐を呼ぶ男（1957年、日活）
- 銀座のお姐ちゃん（1959年、東宝）
- 銀座旋風児シリーズ（1959年 - 1963年、日活）
- 秋立ちぬ（1960年、東宝）
- 女が階段を上る時（1960年、東宝）
- セクシー地帯（1961年、新東宝）
- 銀座っ子物語（1961年、大映東京）
- 銀座の恋人たち（1961年、東宝）
- 銀座の若大将（1962年、東宝）
- 閉店時間（1962年、大映東京）
- 銀座の恋の物語（1962年、日活）
- 風速七十五米（1963年、大映）
- 二人の銀座（1967年、日活）
- 007は二度死ぬ（1967年、ユナイテッド・アーティスツ）
- 続組織暴力（1967年、東映）
- 女の警察（1969年、日活）
- 続 女の警察（1969年、日活）
- 夜をひらく 女の市場（1969年、日活）
- 女の警察 国際線待合室（1970年、日活）
- 女の警察 乱れ蝶（1970年、日活）
- 経験（1970年、東映）
- 赤頭巾ちゃん気をつけて（1970年、東宝）
- 実録 私設銀座警察（1973年、東映）
- 逆襲! 殺人拳（1974年、東映）
- 白昼の死角（1979年、東映）
- ロスト・イン・トランスレーション（2003年）

ラジオドラマ
- 君の名は（1952年、NHKラジオ）

テレビドラマ
- 君の名は（1962・1966・1976・1991年）
- 孤独の賭け（1963年）
- 白い魔魚（1965年）
- 銀座わが町（1973年）
- 東京大地震マグニチュード8.1（1980年）
- 教師びんびん物語（1988年）
- ギンザの恋（2002年）
- 肉体の門（2008年）

小説
- 肉体の門（田村泰次郎、1947年）
- 黒蘭姫（横溝正史、1948年）
- 女が見ていた（横溝正史、1949年）
- 魔弾の射手（高木彬光、1950年）
- 青の時代（三島由紀夫、1950年）
- 女王蜂（横溝正史、1951年）
- にっぽん製（三島由紀夫、1953年）
- 暗闇の中の猫（横溝正史、1956年）
- トランプ台上の首（横溝正史、1957年）
- 白昼の死角（高木彬光、1959年）
- 赤頭巾ちゃん気をつけて（庄司薫、1969年）
- 黒革の手帖（松本清張、1980年）
- ゲート 自衛隊 彼の地にて、斯く戦えり（柳内たくみ、2010年）

漫画
- 女帝（倉科遼作、和気一作画）
- 哀愁荒野（梶原一騎作、松久由宇画）
- 虹色仮面（高口里純）
- おいしい銀座（酒川郁子）
- XXXHOLiC（CLAMP）
- バーテンダー（城アラキ作、長友健篩画）
- 銀座の番ねこ（高梨みどり）
- 銀座ギャラクシー（長尾謙一郎）
- 江戸前の旬（九十九森作、さとう輝画)
- 美味しんぼ（雁屋哲作、花咲アキラ画)

アニメ
- アイドルマスター XENOGLOSSIA（2007年）

## 関係者
出身者
- 吉田暁芳 - 浮世絵師。実家は銀座2丁目にあった呉服屋。
- 内田清之助 - 鳥類学者。実家は銀座5丁目（旧尾張町）にあったたばこ屋。
- 池田彌三郎 - 民俗学者。実家は天ぷら屋の銀座天金。
- 岸田劉生 - 洋画家。実家は薬屋の銀座楽善堂。漢口楽善堂も参照。
- 金子光晴・大鹿卓兄弟 - 共に詩人。少年期に銀座の祖父宅に越してきた。
- 久保栄 - 劇作家。出生地は札幌だが10歳頃から木挽町育ち。
- 池田大伍 - 劇作家。実家は天ぷら屋天金。池田彌三郎の叔父。
- 由良三郎 - 推理作家。実家は銀座の老舗の小間物屋。
- 三村起一 - 実業家。住友鉱業（現住友金属鉱山）初代社長、石油資源開発初代社長、旧石油開発公団初代総裁。尾張町出身。
- 稲山嘉寛 - 実業家。第5代経団連会長、新日本製鐵初代社長
- 福原信三 - 実業家、写真家。資生堂社長、日本写真会会長
- 福原路草 - 写真家
- 松本重雄 - 日本銀行理事。実家は蓄音機・レコード販売の銀座三光堂。
- 篠沢秀夫 - 仏文学者、学習院大学教授。タレント教授の走り
- 矢代静一 - 劇作家。実家は銀座ヨシノヤ。
- 岸田辰彌 - 演出家、オペラ歌手。
- トニー谷 - 司会者、ボードビリアン
- 山本嘉次郎 - 映画監督、俳優
- 居作昌果 - 元TBSプロデューサー
- 北林谷栄 - 女優
- 岩下志麻 - 女優
- 和泉雅子 - 女優、冒険家。実家は銀座・三原橋で3代続いた寿司割烹店であった。現在は自社ビルとなっている。
- 泉ピン子 - 女優
- 藤井貢 - 男優、ラグビー選手
- 柄本明 - 男優、コメディアン
- なぎら健壱 - シンガーソングライター
- 吉田尚記 - ニッポン放送アナウンサー
- 三州ツバ吉 - 格闘家、プロレスラー。世界3大砂漠マラソンを覆面仮装で完走した唯一の男。実家は銀座に2店舗ある大衆割烹の三州屋。
- 大谷桂三 - 歌舞伎役者
- 前野曜子 - ペドロ&カプリシャス初代ヴォーカル

銀座にゆかりある人物
- 田中久重 - 1875年（明治8年）、京橋区南金六町9番地（現在の銀座8丁目9番15号）に、のちの東芝の前身の一つとなる田中製造所を設立。
- 武藤山治 - 実業家、言論人。1880年代後半、銀座界隈で日本で初めての広告取扱業「新聞広告取扱所」を創業。旧鐘紡（カネボウ）中興の祖。
- 小山内薫 - 劇作家、演出家。1911年（明治44年）、同郷の親友松山省三と平岡権八郎（京橋竹川町〈現在の銀座7丁目〉の料亭「花月楼」の跡取り）が銀座で日本初とされるカフェ開店に関わった。パリのサロン的なカフェを模したもので、小山内が「カフェー・プランタン」と命名し、看板を書いた（小山内薫#逸話参照）。
- 岡崎えん - 俳人、女将。文豪らが集った西銀座にあった和風酒場「おかざき」女将。
- 前川國男 - 建築家。1935年（昭和10年）、銀座（銀座商館ビル）に最初の事務所を開所した。
- 山崎晃嗣 - 終戦後、銀座で最盛期を迎えた学士金融光クラブ主催者で戦後アプレ犯罪の象徴。三島由紀夫の『青の時代』や高木彬光の『白昼の死角』などの小説のモデルとなる。
- 松平佳子 - 元公族李鍵（桃山虔一）夫人。終戦後、銀座の銀六デパートに菓子屋「桃山」開店。その後、銀座の会員制社交クラブ「銀座倶楽部」の雇われマダム兼社長になる。1951年に離婚後、銀座に飲み屋「よしの路」開店。その後「よしの路」は中華料理店「桃山」、寿司屋「桃弥摩（ももやま）」となる。
- 鳥尾鶴代 - 元子爵夫人、通称「GHQの女」。終戦後、銀座の洋装店に勤め、1953年には銀座でバー「鳥尾夫人」を開店したが、3年もたずに閉店。
- 伊東絹子 - ファッションモデル、第2回ミス・ユニバース第3位。1958年（昭和33年）、みゆき通りに洋装店「伊東絹子の店」を開店した。
- 入江たか子 - 女優、子爵東坊城家の出。1959年（昭和34年）、芸能界に見切りをつけ、銀座で「バー・いりえ」を開店。のちに娘の女優入江若葉の夫のとんかつ店「とん亭」（当時：日比谷）を手伝い余生を過ごした。
- 細木数子 - タレント、占術家、実業家。1958年の20歳の時、銀座にクラブ「かずさ」を開店した。
- 白坂亜紀 - 実業家。20代で銀座にクラブを2店開店。「クラブ稲葉」オーナーママ。NHK『プロフェッショナル仕事の流儀』「銀座、夜の女たちスペシャル」出演。

## 世界各地の"銀座"
「銀座 (地名)#海外」も参照。
- シャンゼリゼ大通り（パリ8区）、モンテーニュ大通り（fr、パリ8区）、ジョルジュ＝サンク大通り（fr、パリ8区） - シャンゼリゼは銀座と友好提携関係を結んでいる。上記3つのアヴニューに囲まれた周辺界隈がラグジュアリー関連の"黄金の三角地帯 (fr)"と呼称されている。また、下記フォーブール＝サントノレ通りがシャンゼリゼ通り北側を並走している。
- フォーブール＝サントノレ通り（fr、パリ8区）、サントノレ通り（パリ1区） - ロワイヤル通りを挟んで続くこの2つの通り界隈は、世界屈指の高級ブランド店街。
- ヴァンドーム広場（パリ1区）、オペラ地区（パリ2区、パリ9区） - ヴァンドーム界隈の高級宝石商街からガルニエ宮（オペラ座）のあるオペラ広場周辺の、劇場映画館、プランタンやギャルリー・ラファイエットなどのグラン・マガザン（百貨店）街へ続く界隈。
- ナイツブリッジ（シティ・オブ・ウェストミンスター、ケンジントン・アンド・チェルシー区） - ウェスト・エンド・ロンドンにある、百貨店ハロッズやハーヴェイ・ニコルズから高級ブランド店まで高級商業施設が集積する地区。
- オックスフォード・ストリート、リージェント・ストリート、ニュー・ボンド・ストリート、オールド・ボンド・ストリート（"ボンド・ストリート", en）、及びピカデリー（シティ・オブ・ウェストミンスター） - メイフェア地区を中心とするこれら通り一帯は、百貨店や高級ブランド店から劇場までが集積するウェスト・エンドにある代表的な歓楽街。
- オコンネル通り（ダブリン）
- モンテナポレオーネ通り（en、ミラノ）
- コルソ通り（ローマ）
- グランビア通り（マドリード）
- ランブラス通り（バルセロナ）
- 5番街、ブロードウェイ（ミッドタウン・マンハッタン）
- 西47丁目のダイヤモンド地区（en、ミッドタウン・マンハッタン）- 上記5番街と6番街との間にある高級宝石商街。
- ロデオドライブ（ビバリーヒルズ）
- ヤング・ストリート（トロント）
- クアフュルステンダム通り（通称クーダム、ベルリン）
- ケーニヒス通り（通称ケー、デュッセルドルフ)
- メンケベルク通り（ハンブルク）
- カイザー通り（フランクフルト・アム・マイン）
- トゥヴェルスカヤ通り（旧ゴーリキー通り、モスクワ） - ロシア革命前からロシア随一のメインストリートであり、古くから多数の日本人駐在員より「モスクワ銀座」とも呼ばれている。首都モスクワと（ロシア革命前まで首都であった）サンクトペテルブルクを結ぶ幹線道路の（モスクワ側からの）始点でもある。
- ネフスキー大通り（サンクトペテルブルク）
- スヴェトランスカヤ通り（ウラジオストク）
- レーニナ通り（旧豊原大通り）、サハリーンスカヤ通り（旧真岡通り）、ミーラ大通り（ユジノサハリンスク）
- フレシチャーティク（キエフ）
- マーシャル通り、イェロゾリムスキェ通り（ワルシャワ）
- ナロードニ通り、ヴァーツラフ広場（プラハ）
- アンドラーシ通り、ヴァーツィー通り（ブダペスト）
- ヴィクトリア通り、マゲル通り（ブカレスト）
- ヴィトシャ通り（ソフィア）
- クネズ・ミハイロヴァ通り（ベオグラード）
- イリツァ通り（ザグレブ）
- アマリアス通り（アテネ）
- イスティクラル通り（イスタンブール）
- バリアス通り（テヘラン）
- コンノートプレイス、パハールガンジ（別名「メインバザール」）（ニューデリー）
- ドバイ・モール等のショッピングモール界隈（ドバイ）
- "ベイルートのシャンゼリゼ"と呼ばれているハムラ通り (en)（ベイルート）
- アレンビー通り (en) 界隈のシェンキン通り (Sheinkin Street)、ディゼンゴフ広場 (en) 界隈（テルアビブ）
- ヘリオポリス地区南端近接のシティ・スターズ、ニューカイロ地区のカイロフェスティバルシティ等のショッピングモール界隈（カイロ市内東部）
- サリットセンター、ウェストゲート等のショッピングモール界隈（ウェストランド・ナイロビ）
- サントン（ヨハネスブルグ）
- パウリスタ通り（サンパウロ）
- アトランティカ通り（リオデジャネイロ）
- フロリダ通り（ブエノスアイレス）
- レフォルマ通り（メキシコシティ）
- 狎鴎亭、明洞（ソウル）
- 黎明通り（平壌）
- 人民大街（長春）
- 王府井街（北京） - 古くから多数の日本人駐在員より「北京の銀座」とも呼ばれている。
- 南京東路（上海）
- 銅鑼湾（香港）
- 頂好（台北）
- アヤラ・センター (en) 地区、ロックウェル・センター (en) 地区（マニラ首都圏マカティ） - 界隈の高級ショッピングモールの代表格グリーンベルト (en) はアヤラ・センターにある。
- オーチャード・ロード（シンガポール）
- サイアム（バンコク都パトゥムワン区）
- ドンコイ通り（ホーチミン（旧サイゴン））
- ジョージ・ストリート（シドニー） - 同ストリートのクイーン・ヴィクトリア・ビルディング周辺界隈が高級商業施設街。

## その他

### 日本郵便
- 郵便番号 : 104-0061[3]（集配局 : 銀座郵便局[47]）。